# Múnic
|  | «Munich» redirigeix aquí. Vegeu-ne altres significats a «Munich (desambiguació)». |

Múnic (en alemany estàndard München [ˈmynçən]; Minga en alemany bavarès) és la capital del Bundesland de Baviera i la tercera ciutat més gran d'Alemanya, després de Berlín i Hamburg, amb una població d'uns 1.488.202 habitants (el 2021). Aquest fet la converteix en la vintena ciutat en habitants de la Unió Europea. Representa un dels centres més importants en l'àmbit econòmic, cultural i logístic del país i destaca pel seu desenvolupament i projecció de futur dins l'Europa unida. A la seva regió metropolitana s'hi compten en total uns 2,6 milions d'habitants.

## Geografia

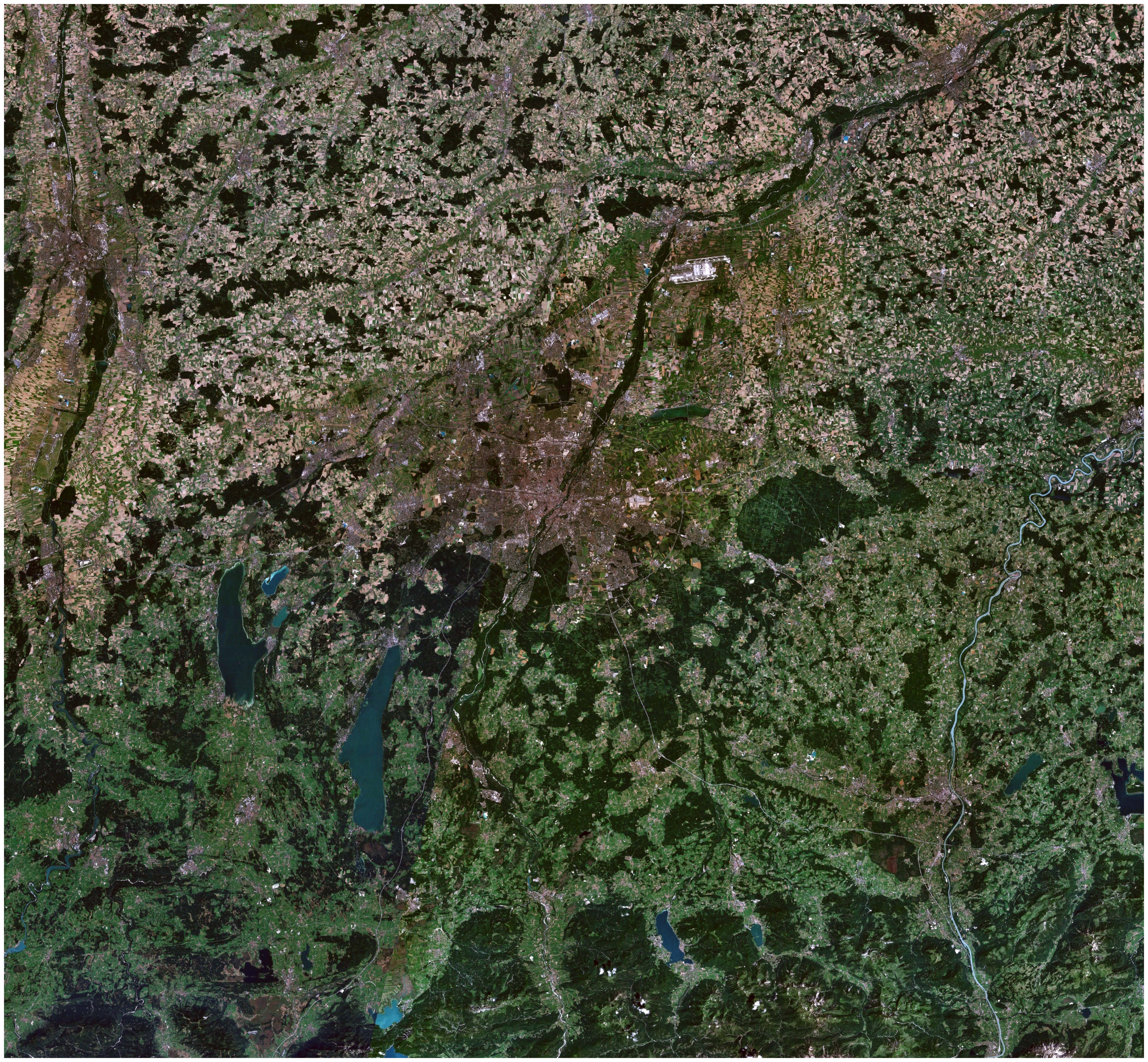
Fotografia de la zona de Múnic feta per satèl·lit

La ciutat està situada a la vora del riu Isar, en l'Estat Lliure de Baviera, al sud d'Alemanya.
El seu punt més alt és el Warnberg, situat al dinovè districte (Thalkirchen - Obersendling - Forstenried - Fürstenried - Solln), amb una alçada de 519 m. La cota més baixa, de 492 m, es troba al nord, en el districte de Feldmoching.
L'Isar la banya en un total de 13,7 km, travessant la ciutat de sud-oest a nord-est. En el riu hi ha diverses illes, com ara la Museuminsel (Illa del museu), anomenada així perquè s'hi troba el Deutsches Museum (museu de la Ciència i la Tècnica alemanyes), o la Praterinsel. Als voltants de la ciutat hi ha nombrosos llacs, dels quals destaquen l'Ammersee, el Wörthsee i el Starnberger See. En aquest últim llac s'origina el riu Würm, que juntament amb el Hachinger Bach i els diversos canals de l'Isar banyen la ciutat. Tot i això, la majoria de les derivacions de l'Isar que passaven pel seu centre varen ser canalitzades o fins i tot dessecades, obres que en una part molt important varen tenir lloc durant la construcció de la xarxa de metro i ferrocarril urbà. Dins de la zona urbana hi ha més llacs, encara que d'una mida més petita. Cal esmentar el Kleinhesseloher See, situat a l'Englischer Garten (jardí anglès), l'estany del parc olímpic i al nord el sistema de tres llacs format pel Lerchenauer See, el Fasanerie See i el Feldmochinger See. Finalment, al sud, prop de la vora esquerra de l'Isar, trobem el Hinterbrühler See.
La superfície total de la ciutat és de 31.042,96 ha. Aquest fet la converteix en la sisena ciutat d'Alemanya pel que fa a la seva àrea ocupada, després de Berlín, Hamburg, Colònia, Dresden i Bremen. D'aquests més de 310 km², 44,1 corresponen a superfície construïda, 17,0 són destinats a infraestructures de transports, 15,9 a zones agrícoles, 15,4 a àrees de lleure, 4,1 són zones boscoses, 1,3 km² són ocupats per aigua i els restants 2,2 corresponen a altres usos (dades a 31.3.2006). Els seus límits s'estenen a una longitud de 118,9 km. La distància entre dos punts del seu perímetre és de 20,7 km de nord cap a sud i de 26,9 km d'est cap a oest (dades a 31.12.2005).
Té una densitat de població d'uns 4.205,53 hab./km², aproximadament 3,8 vegades menor que la de la capital de Catalunya (Barcelona).

### Clima

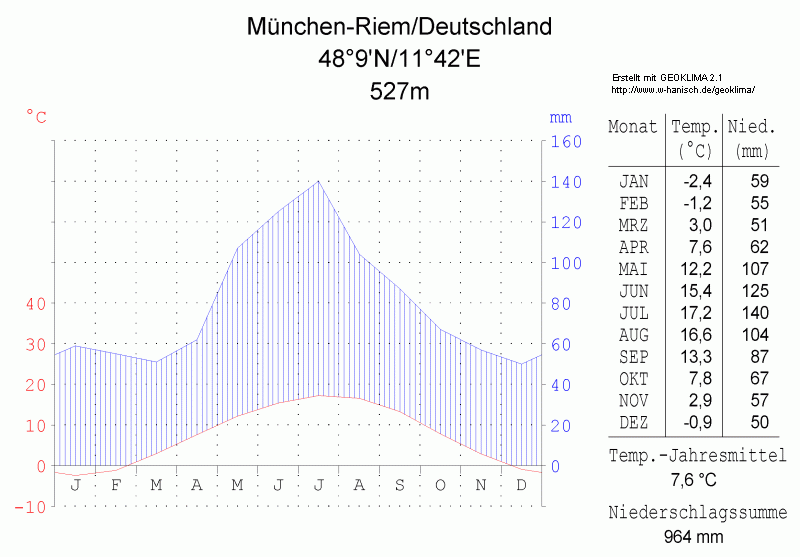
Diagrama climàtic - Distribució de la temperatura i les precipitacions durant l'any

Múnic es troba a la zona de transició entre el clima atlàntic (humit) i el continental (sec). A més a més, són factors decisius del seu clima els Alps i la seva proximitat al riu Danubi. Aquesta combinació de diversos elements fa que meteorològicament la regió sigui molt inestable, amb constants canvis de temps.
El vent procedent dels Alps, anomenat Föhn, transporta durant tot l'any, tot i que de forma irregular, aire sec des del sud cap a la ciutat. Aquests corrents contribueixen a una molt bona visibilitat durant totes les èpoques de l'any que permet observar des de la distància la cadena muntanyosa alpina. La temperatura més alta enregistrada oficialment fou de 35,8 °C, a l'estació de mesura de Nymphenburg.
Les tempestes hi són habituals. Fins al moment, la que ha causat uns danys més elevats és la pedregada del 12 de juliol del 1984, els quals pujaren a aproximadament 1,5 mil milions d'euros. La neu, principalment a causa de la seva proximitat amb els Alps, hi fa presència a l'hivern, i fa de Múnic la ciutat més rica d'Alemanya en precipitacions d'aquest tipus.
En una anàlisi per districtes, s'ha constatat que el sud gaudeix de més sol que el nord, el qual es troba més afectat per la boira. La part est és més seca que a l'oest. Aquestes marcades diferències tenen la seva base principal en la divisió de la ciutat per l'Isar i hi creen un microclima específic.

## Història

### Inicis
L'embrió de Múnic és l'establiment d'un grup de monjos benedictins del monestir del Tegernsee on actualment hi ha l'església de Sant Pere (Petersbergl), a la Petersplatz. Tot i les suposicions que al segle VIII dC ja hi havia els benedictins, fixar una data concreta ha estat impossible. Per això es pren com a data de fundació de la ciutat l'any en el qual apareix citada per primer cop en un document conservat. El 1158 se cita la ciutat amb el nom de "Villa Múnichen", després que el duc de Baviera i Saxònia, Heinrich der Löwe, hagués manat construir un pont sobre el riu Isar prop del lloc habitat pels monjos, on avui en dia s'hi troba un altre pont, el Lüdwigsbrücke. Després de destruir violentament el pont del bisbe de Freising, situat una mica més al nord, aquesta construcció va permetre-li controlar de forma exclusiva el transport de sal cap a Augsburg.
A partir del comerç de la sal es va formar un nucli, al qual l'emperador Friedrich I d'Alemanya li atorgà els drets de mercat, moneda i imposició d'aranzels. Encara no 50 anys més tard, el 1175, se li concedí l'estatus de ciutat i se la fortificà.

### Ducs de Wittelsbach
Quan el 1180 el duc Heinrich va ser desterrat per ordre de l'emperador germànic, Friedrich I, Múnic va passar a formar part de les possessions del bisbe de Freising, mentre que la resta de Baviera fou donada a la casa de Wittelsbach. Més tard, el 1240, Múnic també se sumà a les possessions d'aquesta dinastia i esdevingué el 1255, amb la primera divisió de Baviera, residència ducal.
El duc Ludwig IV fou nomenat l'any 1314 rei d'alemanya i el 1328 emperador. Múnic, que era la seva residència, va ser considerablement ampliada i unes segones muralles que allotjaven una superfície interior molt més gran es van alçar per tal de protegir les noves zones construïdes. Des de llavors la ciutat també va adoptar els colors de l'antic imperi, el negre i el daurat, que encara avui constitueixen la seva bandera.
Els ducs van deixar l'Alter Hof i van estrenar una nova seu del govern, la Residenz, situada als límits de les fortificacions, en una època en què hi havia, des del final del segle xiv, contínuament alçaments ciutadans en contra seva. L'amenaça dels Hussites va contribuir fonamentalment a l'augment de la seguretat el 1429 amb la construcció d'una nova muralla exterior. L'any 1442 van ser-ne expulsats els jueus.

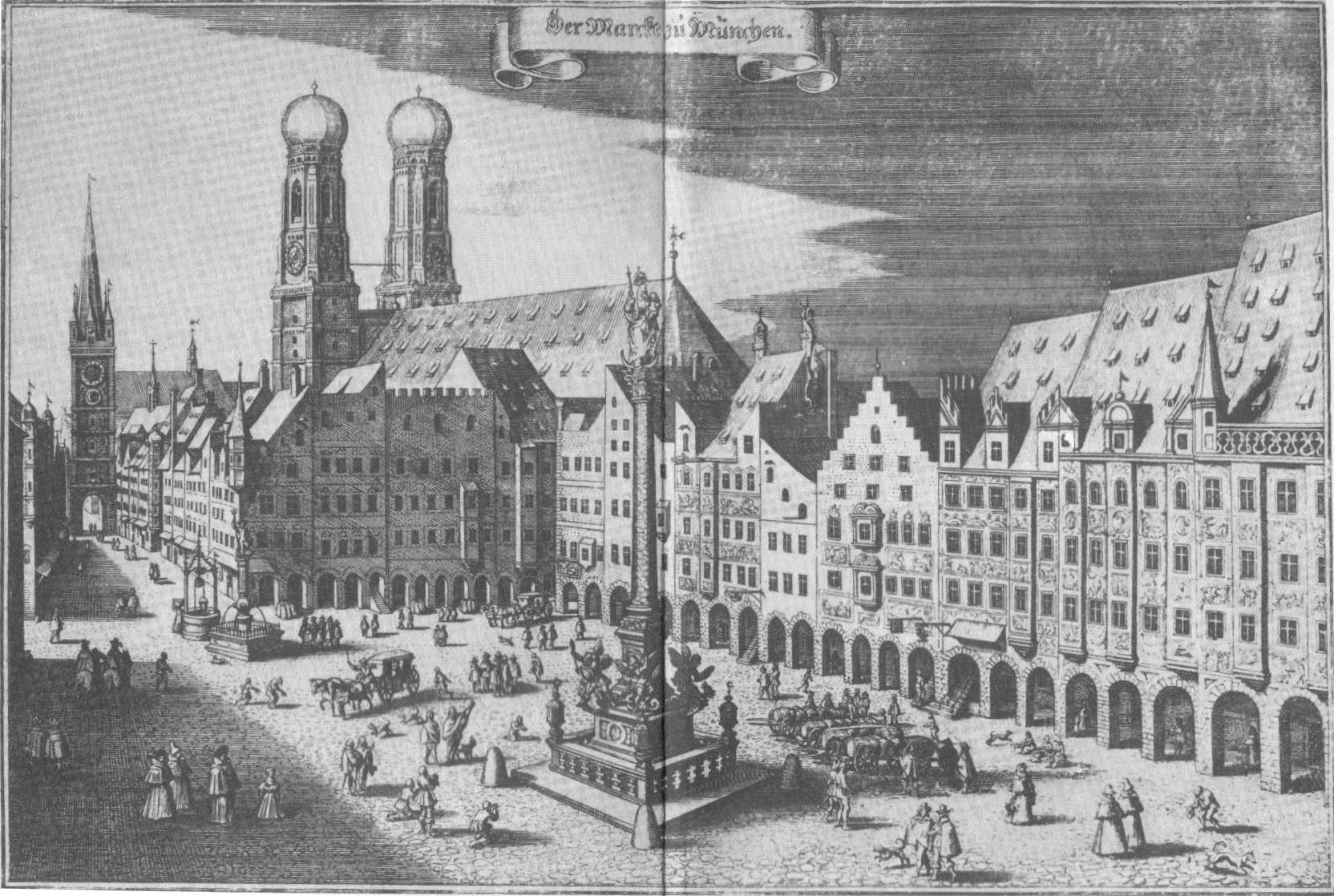
La Marienplatz cap al 1642, amb la Frauenkirche de fons

La primera pedra per a la construcció de la catedral dedicada a la Verge Maria, l'anomenada Frauenkirche, es va col·locar el 1468 i l'edifici es va completar en només 20 anys.
Durant el gòtic tardà la ciutat va viure un ressorgiment cultural i amb la reunificació de Baviera de la mà d'Albrecht IV, l'any 1506, n'esdevingué la seva capital. Els Wittelsbach van impulsar durant aquesta època molt intensivament el desenvolupament de Múnic, de manera que sota el govern de Wilhelm IV i Albrecht V va erigir-se en un centre del Renaixement. Al mateix temps també fou un focus de la Contrareforma, resposta de l'Església Catòlica al cisma produït per Luter. La Hofbräuhaus muniquesa, originalment creada com a fàbrica estatal de cervesa, fou fundada també en aquesta època per Wilhelm V., concretament el 1589.

### Sacre Imperi Romanogermànic
El duc Maximilian I de Baviera fou nomenat elector del Sacre Imperi Romanogermànic i amb això Múnic passà a ser residència d'un elector de l'Imperi el 1623.
Tot i la bona marxa de la ciutat, un seguit de successos van trencar i invertir la seva tendència creixent. El 1632, tropes de Suàbia ocupaven la ciutat i va haver de pagar un alt preu per tal de no ser destruïda per complet. Seguidament la Pesta va propagar-s'hi i matà una tercera part de la població. Finalment, esclatà la Guerra dels Trenta Anys.
Després de la guerra, a partir del 1648, la ciutat va començar una ràpida recuperació i es va obrir a les tendències del Barroc italià sota el govern de l'elector Ferdinand I Maria.

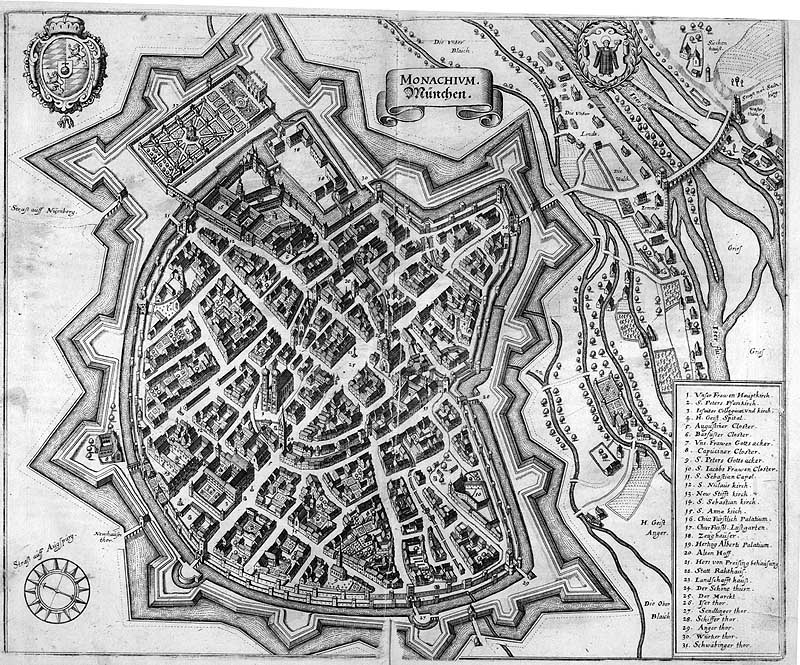
Plànol de la ciutat cap al 1642

El 1704 començà l'ocupació dels Habsburgs a conseqüència de l'aliança amb França de l'elector Maximilian II Emmanuel durant la Guerra de Successió Espanyola. La rebel·lió dels ciutadans i els camperols en contra de l'ocupació va ser sagnantment neutralitzada. Els Habsburg van protagonitzar més tard una segona ocupació de la ciutat, el 1742, després de la coronació com a emperador del duc Karl Albrecht.
Maximilian III Joseph va deixar de banda la política expansionista dels seus predecessors i es va dedicar a començar reformes internes. Aquestes donaren llum, per exemple, a l'Acadèmia Bavaresa de la Ciència (Bayrische Adakemie der Wissenschaften) que fou fundada el 1759. Per ordre de Karl Theodor de Baviera i el Palatinat es van gestar el 1789 les instal·lacions del Jardí Anglès (Englischer Garten). Poc després es van enderrocar les fortificacions medievals.
Malgrat que el 1328 la ciutat ja era residència imperial, el veritable ascens cap a ciutat realment gran va començar 450 anys més tard. El creixement de Múnic a la fi del segle xviii es va accelerar i la proclamació com a capital del napoleònic Regne de Baviera va ser el detonant d'un creixement vertiginós. La població es doblava en terminis de 30 anys.

### Capital dels reis de Baviera

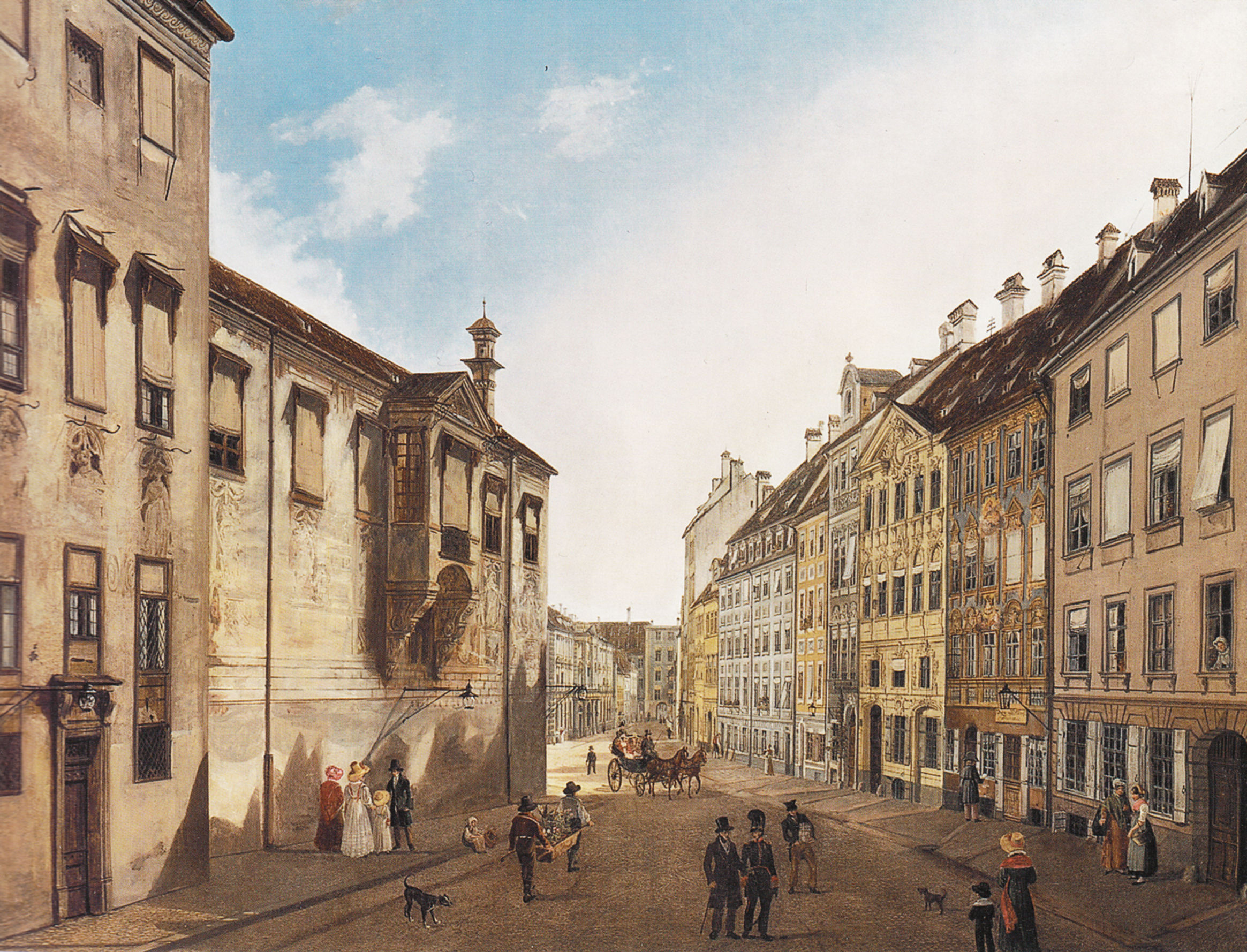
La Residenz cap a l'any 1826, pintada per Domenico Quaglio (1797 - 1837)

Durant el regnat de Ludwig I de Baviera (1825-1848) es va convertir en un conegut centre artístic i cultural. El neoclassicisme de Leo von Klenze i Friedrich von Gärtner va projectar la Ludiwigstraße, el palau reial i l'ampliació de la Residenz. El seu fill, Maximilian II, va impulsar en especial les Humanitats. Tot i això, fou durant el seu regnat que s'imposà un estil que recorda al Gòtic anglès, anomenat per això estil maximilià, visible a les edificacions que s'alcen a la Maximilianstraße, avui en dia un dels carrers més exclusius del continent. Amb el príncep regent Luitpold (1886-1912) va ser quan la ciutat va rebre realment un impuls definitiu, tant en el camp econòmic com en el cultural. Aquest període va deixar, per exemple, la Prinzregentenstraße i el teatre Prinzregententheater.
Schwabing es va convertir, a la cantonada del canvi de segle, en el centre artístic on pintors i literats hi buscaven la seva inspiració. La revista cultural Die Jugend va ser publicada per primer cop l'any 1896 en l'ona d'aquest floriment de la cultura i les arts. L'any 1911 es va constituir l'agrupació artística Der Blaue Reiter. Thomas Mann, en la seva narració Gladius Dei, utilitza l'expressió "el Múnic resplendent" (München leuchtet) per a definir aquesta època.

### Les Guerres Mundials

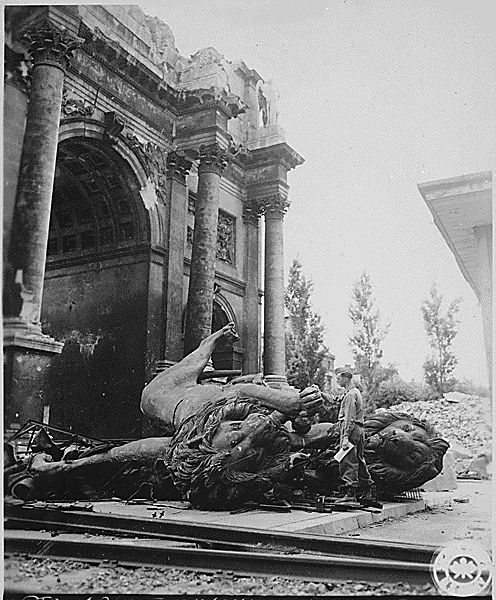
Arc del Triomf destruït a l'any 1945

Seguidament arribà la Primera Guerra Mundial i el 1916 la ciutat va patir tres atacs aeris per l'aviació francesa que no hi van deixar conseqüències greus. El que sí que va suposar un problema per a la seva població va ser el col·lapse en l'abastiment de béns de primera necessitat. Després del final de la guerra i la caiguda de la monarquia, l'any 1919, va esclatar una revolució comunista a la ciutat que va acabar fracassant.
En els anys següents van proliferar cada vegada més les activitats nacionalsocialistes. El 1923 s'hi produí l'intent de cop d'estat (Putsch de Múnic o Putsch de la Cerveseria) per part de Hitler i resta de dirigents del partit nazi, iniciat a la Feldherrnhalle. Més endavant, tot i el fracàs del cop, Múnic continuà sent la seu del partit i va rebre el 1937 el títol honorífic de capital del moviment (Hauptstadt der Bewegung). A partir del 1933, com tantes altres ciutats alemanyes, Múnic va passar per un procés de transformació profund del qual n'era responsable l'arquitecte Hermann Giesler.
L'Acord de Múnic entre França, el Regne Unit, Itàlia i l'Alemanya nazi hi fou signat el 1938 i suposava l'annexió els Sudets al III Reich.
Al final de la II Guerra Mundial les ciutats alemanyes van pagar molt cars els actes del govern nazi. L'aviació aliada va dur a terme a Múnic un total de 71 atacs aeris que la van destruir molt considerablement.

Segell editat amb motiu de les olimpíades del 1972

### Època posterior a la II Guerra Mundial
La reconstrucció es va orientar seguint el perfil històric. La nova Múnic ha anat guanyant cada vegada més pes en les noves tecnologies, afavorida per l'arribada d'empreses de serveis en sectors com la informació, les assegurances i la banca.
Des del punt de vista de la cultura, s'hi poden trobar museus de nivell mundial (especialment les 3 pinacoteques i el museu de la ciència i la tècnica, l'anomenat Deutsches Museum).
El 1972 va organitzar els Jocs de la XX Olimpíada, 20 anys abans que ho fes Barcelona, que seran recordats per la crisi dels ostatges jueus segrestats a mans del grup armat palestí Setembre Negre, que posà fi a la vida dels seus membres i a la d'un policia alemany. Per a aquests jocs va ser remodelat a fons el model de transport urbà, incloent-hi la construcció de noves estacions de metro i ferrocarrils regionals. També durant aquesta època va ser quan tot el centre passà a ser zona exclusiva per a vianants.
El nou aeroport Franz Josef Strauß fou inaugurat l'any 1992. L'antic aeroport fou transformat en una fira de mostres que acollí el 2005 la important mostra de jardineria BUGA2005.
Com a ciutat pionera en aquest camp, l'administració muniquesa utilitza el sistema Linux i programari de distribució gratuïta com a eina de treball habitual.

## Estructura administrativa
Amb la nova divisió de la zona urbana, efectuada del 1992, es va disminuir el nombre de districtes de 41 a 25. Alfabèticament classificats:

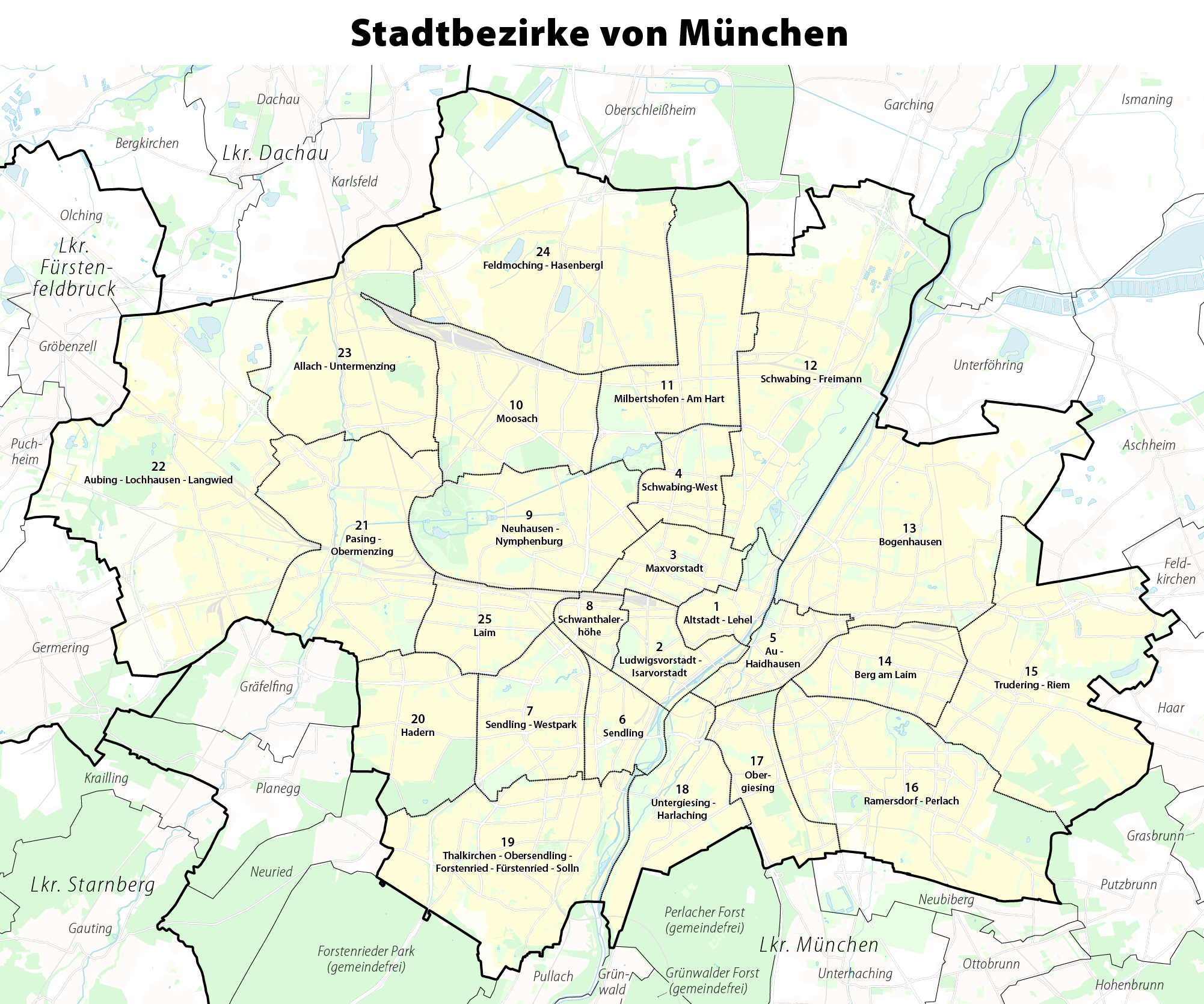
Plànol dels districtes muniquesos

| - Allach-Untermenzing (23) - Altstadt-Lehel (1) - Aubing-Lochhausen-Langwied (22) - Au-Haidhausen (5) - Berg am Laim (14) - Bogenhausen (13) - Feldmoching-Hasenbergl (24) - Hadern (20) - Laim (25) - Ludwigsvorstadt-Isarvorstadt (2) - Maxvorstadt (3) - Milbertshofen-Am Hart (11) - Moosach (10) | - Neuhausen-Nymphenburg (9) - Obergiesing (17) - Pasing-Obermenzing (21) - Ramersdorf-Perlach (16) - Schwabing-Freimann (12) - Schwabing est (4) - Schwanthalerhöhe (8) - Sendling (6) - Sendling-Westpark (7) - Thalkirchen-Obersendling- Forstenried-Fürstenried-Solln (19) - Trudering-Riem (15) - Untergiesing-Harlaching (18). |

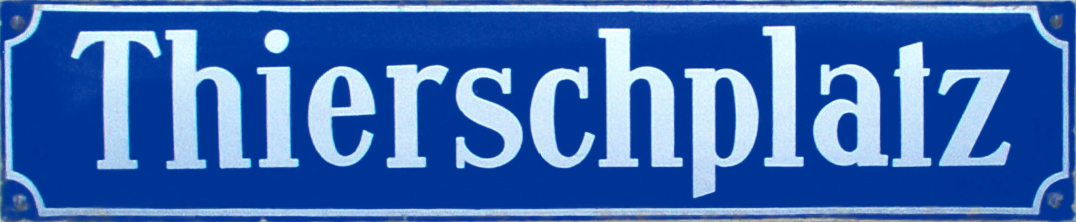
Retolació de carrers i places

A la zona del 22è districte s'hi forma el nou barri de Freiham.
Els següents municipis limiten amb Múnic (començant pel nord, en sentit horari):
| Districte administratiu de Múnic: - Oberschleißheim - Garching - Ismaning - Unterföhring - Aschheim - Feldkirchen - Haar - Putzbrunn - Neubiberg | - Unterhaching - Perlacher Forst - Grünwald - Pullach - Forstenrieder Park - Neuried - Planegg - Gräfelfing |  |  | Districte administratiu de Fürstenfeldbruck: - Germering - Puchheim - Gröbenzell Districte administratiu de Dachau: - Karlsfeld |

## Demografia

### Evolució de la població

Evolució de la població entre 1369 i 1999

L'any 1852 es va sobrepassar per primera vegada la xifra dels 100.000 habitants, entrant així a la categoria de Großstadt (ciutat gran). 30 anys més tard ja s'arribava als 250.000 i fins a l'entrada en el nou segle es va doblar el nombre, fregant el mig milió d'habitants, consolidant-se com la tercera ciutat de l'imperi Alemany per darrere de Berlin i Hamburg. Fins al 1933 va augmentar la població fins a situar-se als 840.000 habitants i la cota del milió es va superar el 1957.
El 31 desembre de l'any 2006, la ciutat tenia 1,326 milions d'habitant i continua en la seva posició de tercera ciutat de la República Unificada d'Alemanya pel que fa al cens.

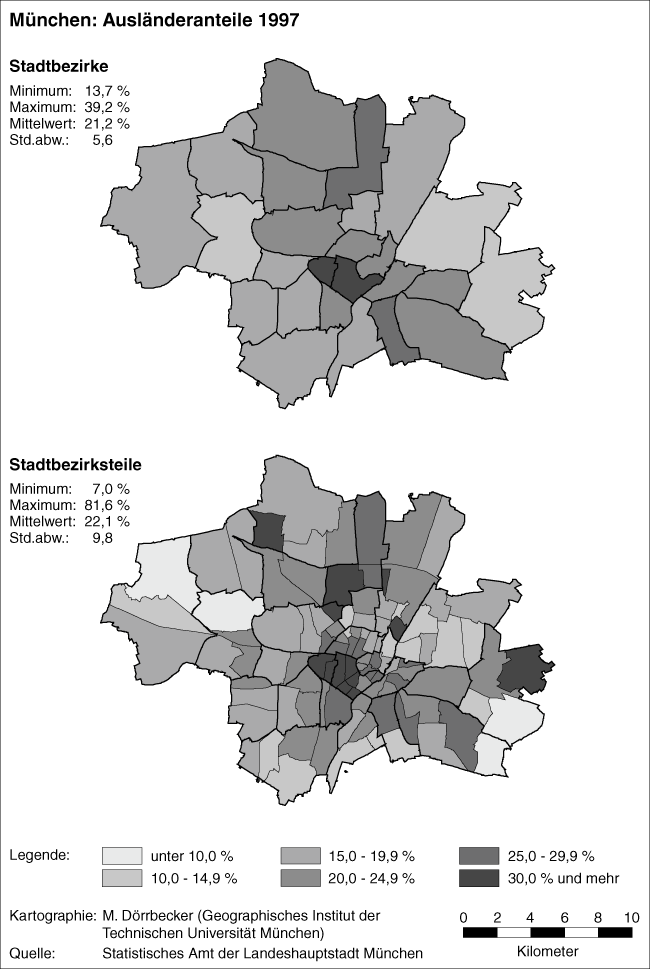
Distribució de la població estrangera el 1997

A diferència dels anys 70, en l'actualitat les segones residències no es tenen en compte a l'hora de determinar el nombre d'habitants. És per això que en algunes estadístiques oficials hi apareix un virtual retrocés en l'evolució de la població respecte a dècades anteriors. S'estima que, si avui dia se seguís utilitzant el mateix sistema, la ciutat s'hauria situat a les portes del milió i mig d'habitants.
La taxa de l'Atur se situa en el 5,6% (dades d'octubre del 2006).
La població immigrant representa el 23,3% del total, 300.129 persones (dades del desembre del 2005), de les quals un 37% provenen de països de la Unió Europea. Per grups, el més nombrós és el de procedència turca (43.309 censats), seguit a distància dels països balcànics: croats (24.866) i serbis (24.439). Dins del grup de ciutadans de la Unió, els grecs (22.486) són capdavanters, seguits de prop pels veïns del sud, els austríacs (21.411), i en tercer lloc hi ha una important representació italiana (20.847).
A l'àrea metropolitana hi viuen 2,6 milions de persones. Múnic rep diàriament, a més a més, un gran nombre de persones que hi tenen el seu centre de treball, encara que hagin fixat la seva residència en altres zones. Un 80% d'ells provenen de les àrees d'Augsburg, Ingolstadt, Landshut i Rosenheim. La suma de la seva àrea metropolitana i les àrees d'atracció representen aproximadament un 40% de la població bavaresa (4,65 milions).

### Religions
El sud de Baviera i en particular la regió muniquesa s'ha caracteritzat històricament per ser catòlica, per això l'Església Catòlica és la que s'hi troba més representada. Un 39,5% dels habitants se'n declaren. Múnic és el centre de l'arquebisbat de Múnic i Freising.
Pel que fa a la resta de religions, un 14,2% de la població es declara luterana i l'aproximadament 46% restant o bé segueix altres confessions o bé no s'interessa per cap. En aquest punt hi destaca també la comunitat jueva amb aproximadament 10.000 membres.
Del 12 al 16 de maig del 2010 va tenir lloc a la ciutat la segona trobada ecumènica que reuneix líders i seguidors de diferents confessions, especialment de les dues majoritàries a Alemanya.

## Política

Escut gran, utilitzat només en ocasions especials

Escut oficial, anomenat escut petit

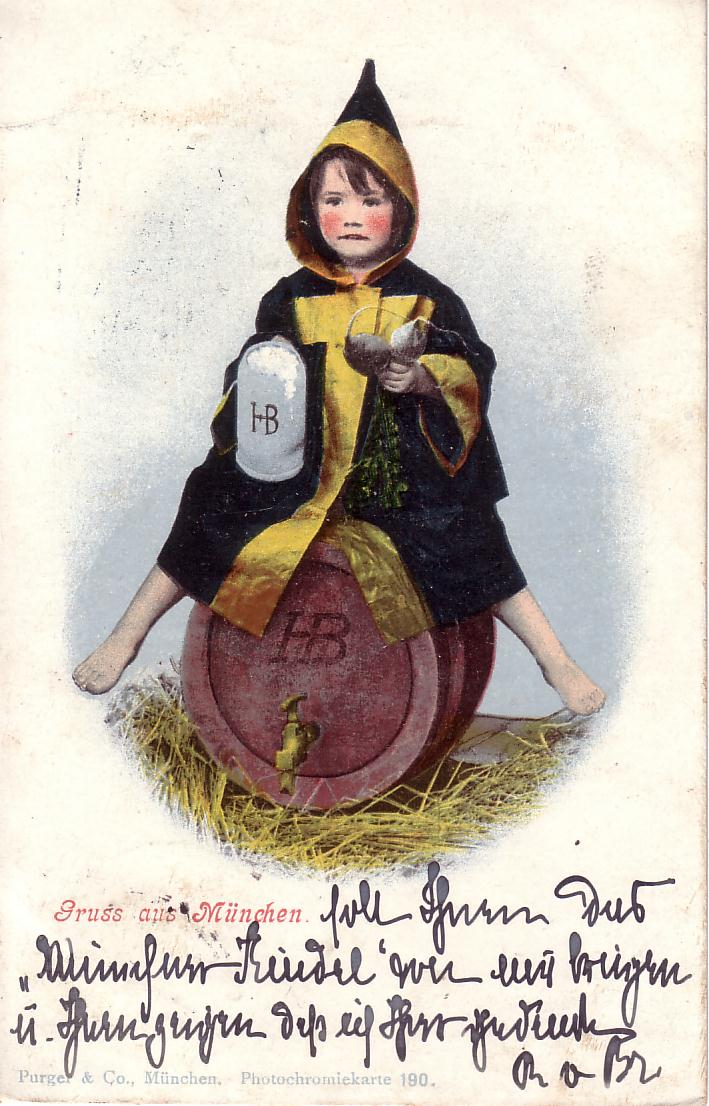
Representació del Münchener Kindl

Li correspon ser la seu del parlament i el govern bavarès per la seva condició de capital de l'estat lliure. A més a més, també és capital de la seva regió, Oberbayern, i del seu districte administratiu (Landkreis München). Altres òrgans estatals d'abast federal i internacional també tenen la seva seu a la ciutat, com per exemple l'Oficina de Patents Europea o el Tribunal Federal de Justícia Financera (Bundesfinanzhof).
Tradicionalment han dominat la política local els partits de centreesquerra, cosa molt sorprenent en vista a la situació del conjunt de Baviera, on s'imposa la centredreta.
Christian Ude (SPD) va ocupar l'alcaldia de la ciutat fins al 2014 quan Dieter Reiter va guanyar les eleccions. El complementen en les seves tasques la segona tinent d'alcalde, Christine Strobl (SPD), i el tercer tinent d'alcalde, Hep Monatzeder (Die Grünen, Els Verds). En l'actualitat la ciutat és governada mitjançant l'acord entre socialistes i verds.

### Símbols
L'escut de la ciutat mostra en color platejat un monjo benedictí amb hàbit negre de contorn daurat i sabates vermelles. A la mà esquerra hi aguanta un llibre de jurament i aixeca la dreta per fer-lo.
L'escut actual fou confeccionat el 1957 i s'anomena escut petit. També s'utilitza el que, per contra, rep el nom d'escut gran. En ell hi apareix, sobre un fons platejat, una portalada vermella amb les portes obertes i custodiada per dues torres amb teulada ratllada de colors negre i daurat. Sobre la portalada s'hi troba un lleó daurat coronat. A la porta s'hi pot veure el monjo que també apareix a l'escut petit.
L'evolució amb el pas del temps de les representacions inoficials del monjo que apareix a l'escut, per part de diversos artistes, va donar lloc a la figura del nen muniquès (Münchener Kindl). El personatge central de l'escut es converteix, així, en un nen del qual se'n deriven diverses representacions gràfiques.
Els colors de la ciutat són el negre i el daurat i corresponen als colors de l'Antic Imperi Alemany.

### Ciutats agermanades
- Edimburg (Escòcia), des de 1954
- Verona (Itàlia), des de 1960
- Bordeus (França), des de 1964
- Sapporo (Japó), des de 1972
- Cincinnati (Estats Units), des de 1989
- Kíev (Ucraïna), des de 1989
- Harare (Zimbabwe), des de 1996 (entre 1999 i Abril del 2002, a causa de la vulneració dels Drets Humans pel govern de Zimbabwe, les relacions es van congelar)

## Cultura

### Museus

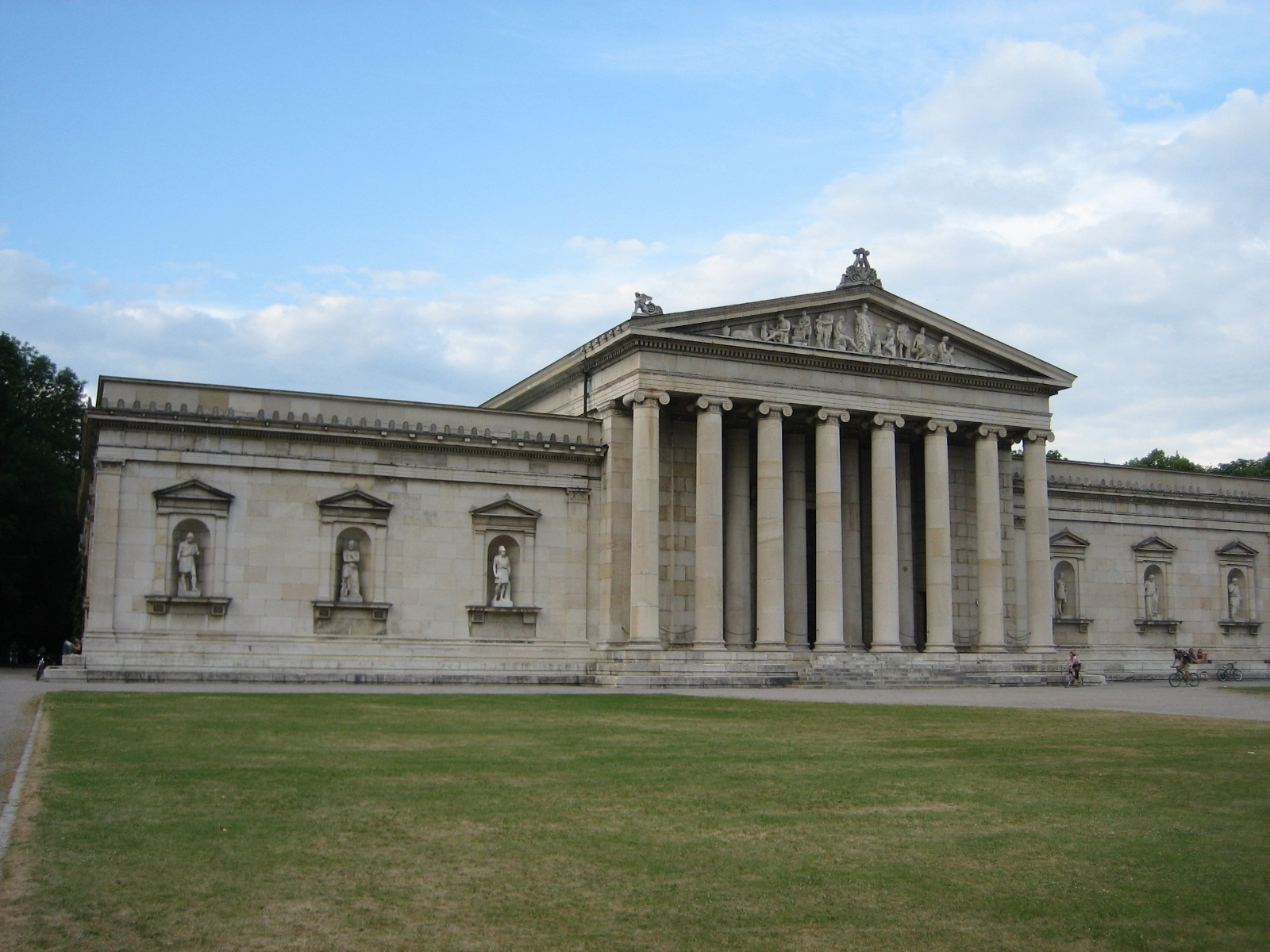
Gliptoteca a la Königsplatz

Són internacionalment conegudes les seves col·leccions d'art antic i clàssic. Entre els museus de renom mundial s'hi troben les tres pinacoteques i el Lenbachhaus. Aquests, juntament amb la Gliptoteca, la galeria estatal d'Art Antic i el museu Brandhorst, constitueixen l'espai artístic muniquès, conegut amb el nom de Kunstareal München. El museu d'Art Egipci també ha projectat el seu nou edifici en aquest espai.
Una altra àrea que acull diversos museus és Lehel. Allà s'hi pot visitar la Casa de l'Art (Haus der Kunst), el Museu Nacional de Baviera (Bayerischer Nationalmuseum), la col·lecció arqueològica (Archäologische Staatssammlung), la Schackgalerie i El Museu d'etnologia (Staatliches Museu für Völkerkunde), el segon més gran d'Alemanya, amb col·leccions de tot arreu el món.
El museu municipal (Stadtmuseum) es troba a la St.-Jakobs-Platz, davant per davant del museu jueu.
Cal destacar també la col·lecció de monedes que es troba a l'edifici de la Residenz.
Un altre punt d'interès és el palau Nymphenburg. En ell s'hi troben el museu del cavall, amb diversos ornaments, carruatges i utensilis procedents de l'època dels prínceps electors i els reis de Baviera, el museu de la Porcellana i el museu de l'home i la natura (Museum Mensch und Natur).
Col·leccions paleontològiques, antropològiques, botàniques i zoològiques també tenen la seva representació a la ciutat. N'és un exemple el museu de Mineralogia "Regne dels Cristalls" (Reich der Kristalle). Per la seva localització al centre, un dels més visitats és el museu de la caça i la pesca (Deutsches Jagd- und Fischereimuseum).
El museu més gran del món dedicat a la Ciència i la Tècnica es troba a l'illa del museu, el Deutsches Museum. En el seu apartat de rècords també hi figura ser un dels més visitats d'Europa amb més d'un milió de visites per any. En aquest camp, cal esmentar que un nou museu dels transports s'ha obert a la Theresienwiese i que a Schleißheim s'hi troba el museu de l'aviació.

### Teatres

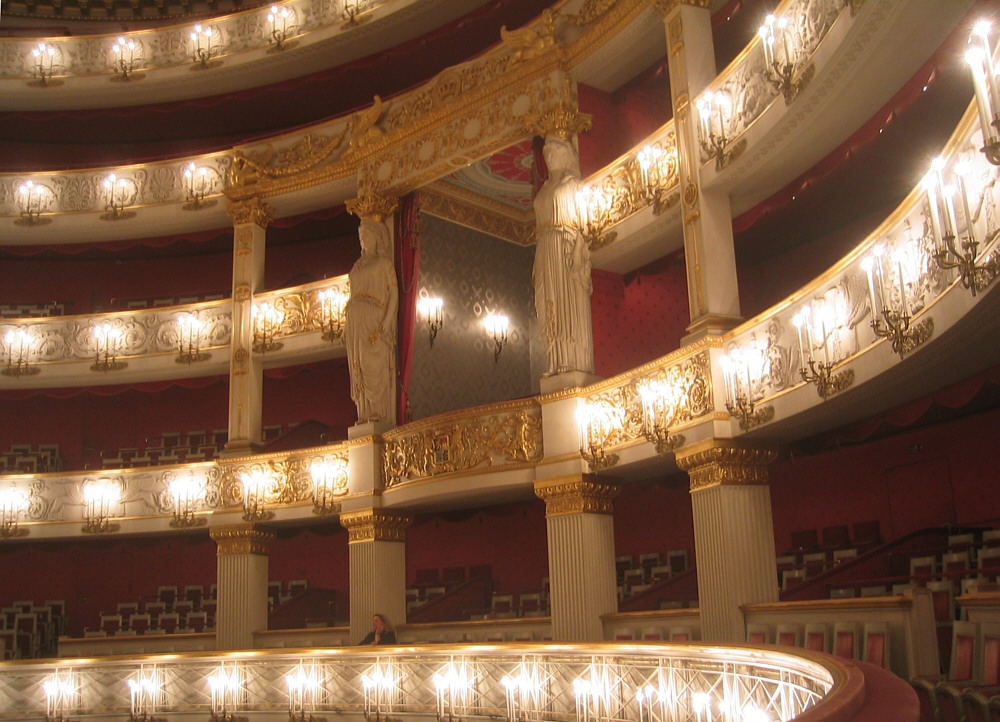
Interior del Teatre Nacional

La cultura teatral i operística hi té una llarga trajectòria. A més a més dels 5 teatres nacionals i els 3 d'estatals, hi ha més de 50 escenaris. Aquesta és una mostra dels més representatius:
- el Teatre Nacional (Nationaltheater) que acull l'Òpera nacional bavaresa i el Ballet nacional bavarès.
- el teatre de la Residenz (Residenztheater) que acull la Companyia Nacional de Teatre de Baviera.
- el teatre de la Gärtnerplatz (Staatstheater am Gärtnerplatz) que acull representacions d'Òpera, Operetes i Musicals.
- el Teatre del Regent (Prinzregententheater), que ofereix obres de teatre i concerts. Acull també l'Acadèmia bavaresa de Teatre August Everding.
- la Münchner Kammerspiele en el Teatre Municipal presenta propostes innovadores de gran ressò en l'àrea de cultura alemanya.
- el teatre popular (Volkstheater) a la Brienner Straße.
- el Deutsches Theater, el teatre privat més gran d'alemanya.
- el teatre de les marionetes (Marionettentheater Kleines Spiel).
- la Komödie im Bayerischen Hof
- la Lach- und Schießgesellschaft
- el Münchner Galerie Theater
- el Metropol-Theater

### Orquestres i cors

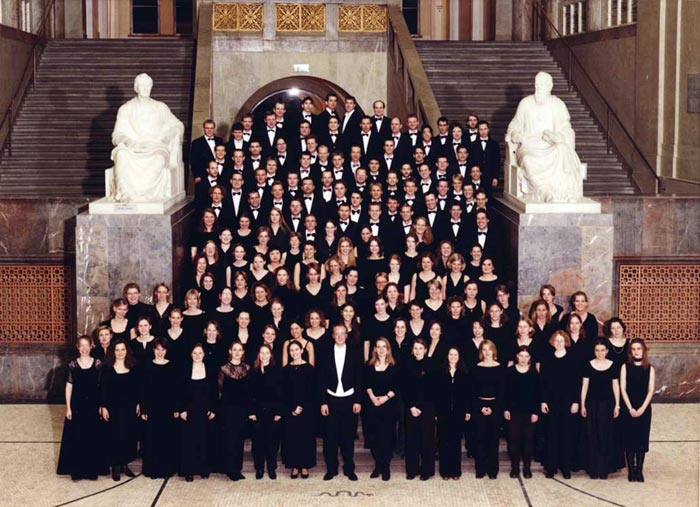
Cor de la Universitat

La Filharmònica de Múnic (Münchner Philharmoniker), la Simfònica de la Radiodifusió Bavaresa (Symphonieorchester des Bayerischen Rundfunks) i l'Orquestra Estatal Bavaresa (Bayerische Staatsorchester) formen part de les més importants d'Alemanya i són dirigides regularment pels directors més cèlebres de l'escena internacional. A continuació es presenta una llista de les orquestres i cors de la ciutat:
| - Bayerisches Staatsorchester - Münchner Philharmoniker - Philharmonischer Chor München - Symphonieorchester des Bayerischen Rundfunks - Münchner Symphoniker - Münchner Rundfunkorchester - Chor des Bayerischen Rundfunks - Capella Antiqua - Tölzer Knabenchor - Münchener Bach-Chor - Münchener Kammerorchester - Münchner Madrigalchor | - Münchner Motettenchor - Bayerische Kammerphilharmonie - Siemens-Orchester München e. V. - Sinfonietta München - orquestra de la Universitat - Abaco-Orchester - orquestra de la Universitat - UniversitätsChor München - Symphonieorchester und Chor der Fachhochschule München - Jugend Symphonie Orchester München - Vokal Ensemble München - Akademisches Symphonieorchester München - Chor des Erlebnis Oper e. V. - Münchner Jugendorchester |

### Bandes i grups musicals

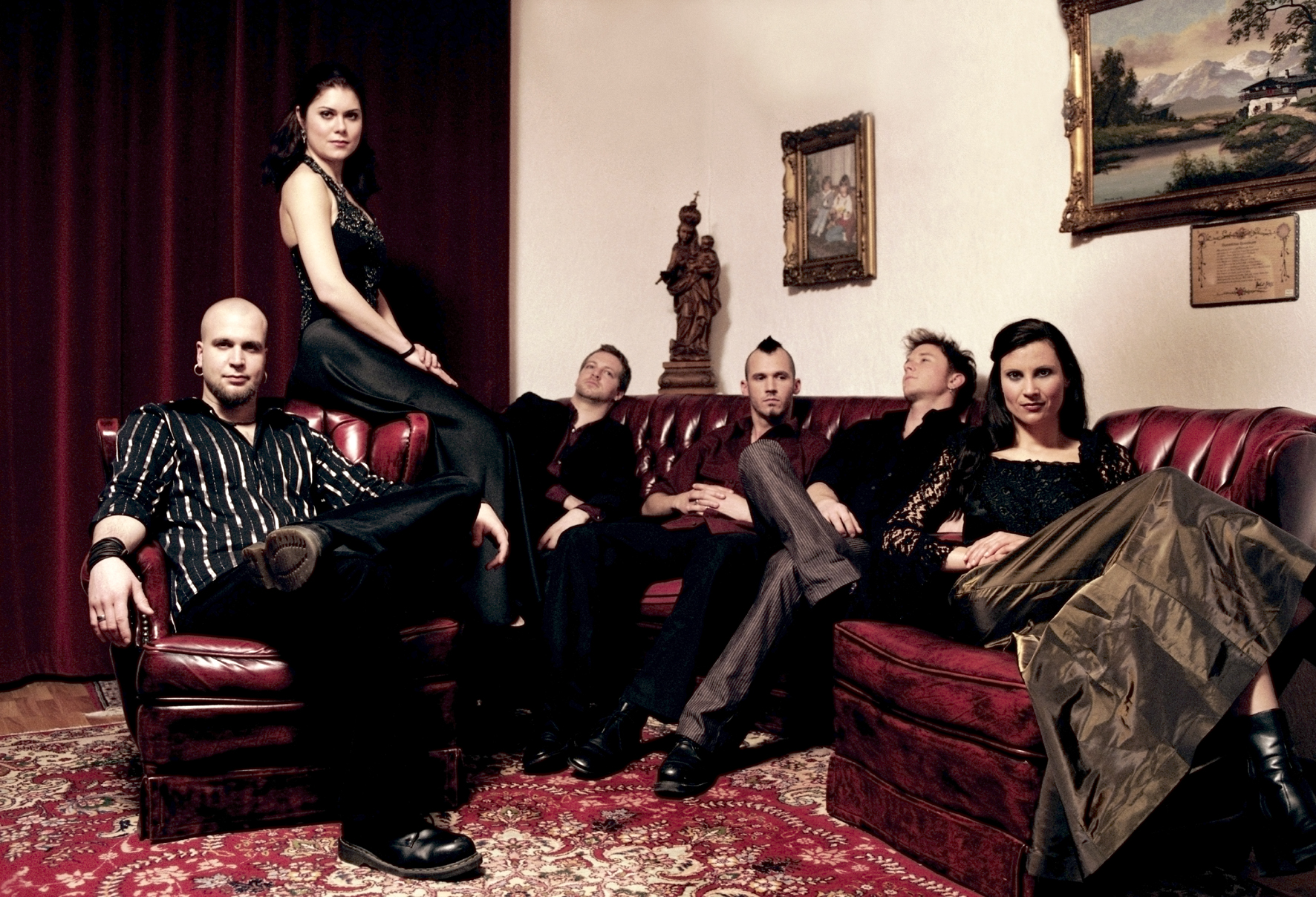
Schandmaul

| - Amon Düül - AutoZynik - Blechschaden - BeNUTS - Blumentopf - Chicks on Speed - Colour Haze - Embryo - Einshoch6 - Emil Bulls - Express Brass Band München - Equilibrium | - Faun - Fiva MC & DJ Radrum - Feinkost Paranoia - Freiwillige Selbstkontrolle / F.S.K. - Gil Ofarim - Gracia Baur - Harold Faltermeyer - Headcornerstone - Jamaram - Konstantin Wecker - Les Babacools - Lou Bega | - Main Concept - Münchner Freiheit - Mundwerk - Peter Maffay - Raptile - Sahara - Schandmaul - Spider Murphy Gang - Sportfreunde Stiller - Tom Novy - ZSD |

### Activitats culturals i lúdiques

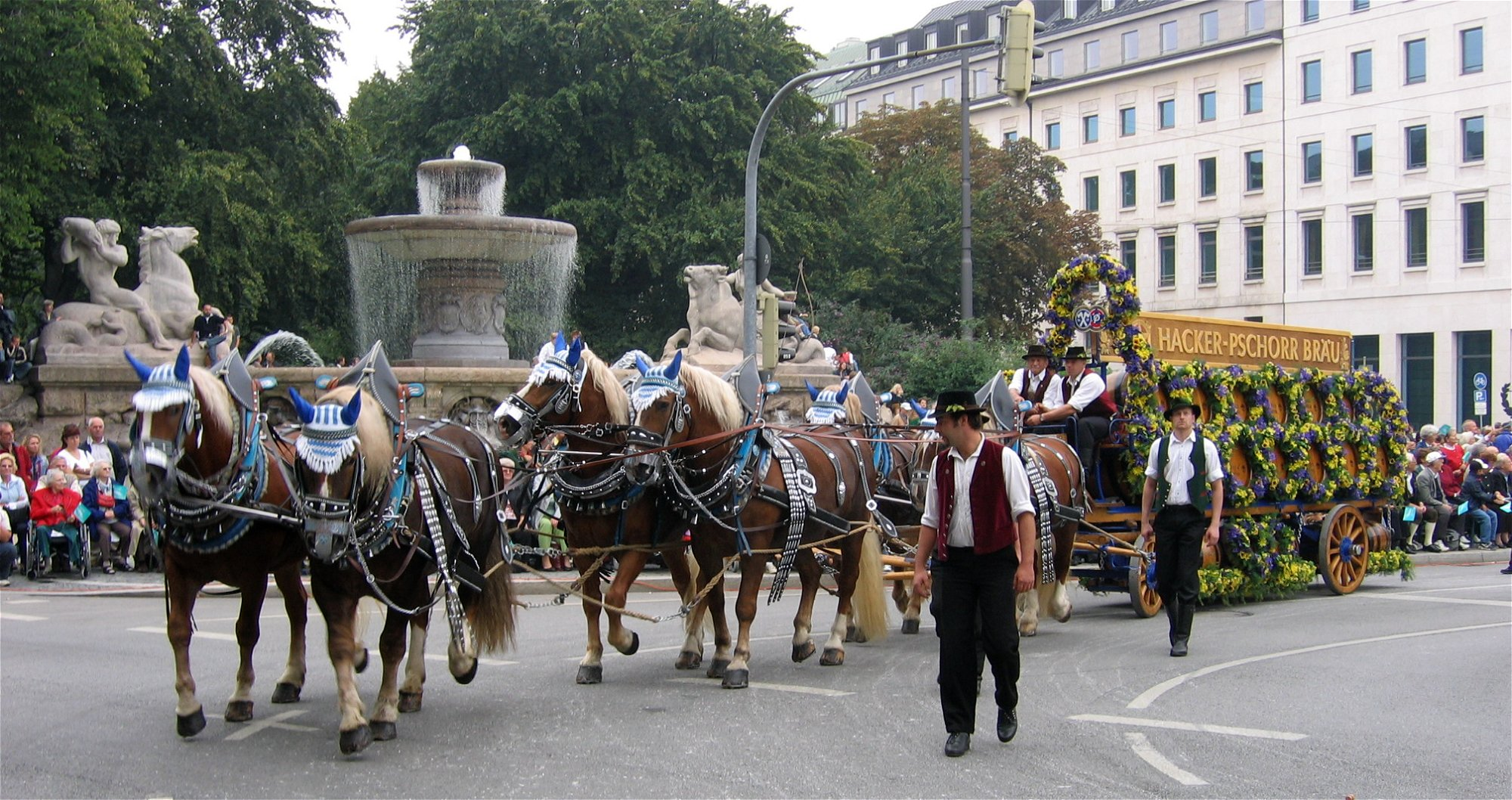
Carruatge de Hacker-Pschorr durant la desfilada d'inici de la festa de la cervesa

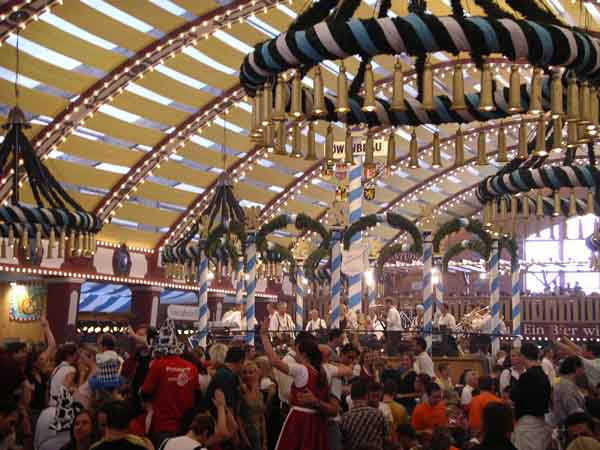
Interior d'una carpa durant l'Oktoberfest

Aquestes són algunes de les activitats culturals més destacades que regularment tenen lloc a la ciutat durant l'any:
- Carnaval: Ball de les dones del mercat (Tanz der Marktfrauen) i activitats lúdiques al Viktualienmarkt.
- Febrer/març: Festa de la cervesa forta (Starkbierfest), especialment al Nockherberg, seu de la cerveseria Paulaner.
- Abril: Festa de primavera (Frühlingsfest) a la Theresienwiese.
- Abril/maig: Mercat tradicional a la Mariahilfsplatz, anomenat Auer Dult.
- Maig: Festa cultural i familiar del primer de maig a la Marienplatz.
- Maig: Bianal de Múnic, mostra internacional de teatre musical que se celebra cada dos anys des del 1988.
- Maig/agost: Bladenight, sortida nocturna en patins.
- Maig/juny: StustaCulum, el festival universitari més gran d'alemanya a Studentenstadt, la residència d'estudiants més gran del país.
- Juny: Streetlivefestival a la Leopoldstraße.
- Juny: Festival del còmic.
- Juny/juliol: Tollwood al Olympiapark.
- Juliol: Christopher Street Day, dia de l'orgull gay.
- Juliol: Festa japonesa. Té lloc el tercer diumenge a la caseta de te que hi ha darrere la Casa de l'Art (Haus der Kunst).
- Juliol: Auer Dult.
- Juliol: Festival musical Bell'Arte al pati del sortidor de la Residenz.
- Agost: Festa d'estiu al Parc Olímpic.
- Agost: Festa d'estiu al Viktualienmarkt.
- Agost: LILALU, festival infantil i de circ al Parc Olímpic.
- Setembre: Streetlivefestival a la Leopoldstraße.
- Setembre/octubre: Oktoberfest, festa de la cervesa al Theresienwiese (die Wies'n).
- Setembre/octubre: Auer Dult.
- Octubre/novembre: Mineralientage München, la segona fira de minerals més important del món (la primera és a Tucson, Arizona).
- Novembre/desembre: SPIELART, festival de teatre de Múnic.
- Novembre/gener: Tollwood a la Theresienwiese.
- Desembre: Mercats de Nadal (Christkindlmärkte).

A més a més cal fer una especial atenció al festival d'Òpera (Opernfestsipele) i a la mostra de Cinema (Filmfest).

### Especialitats culinàries

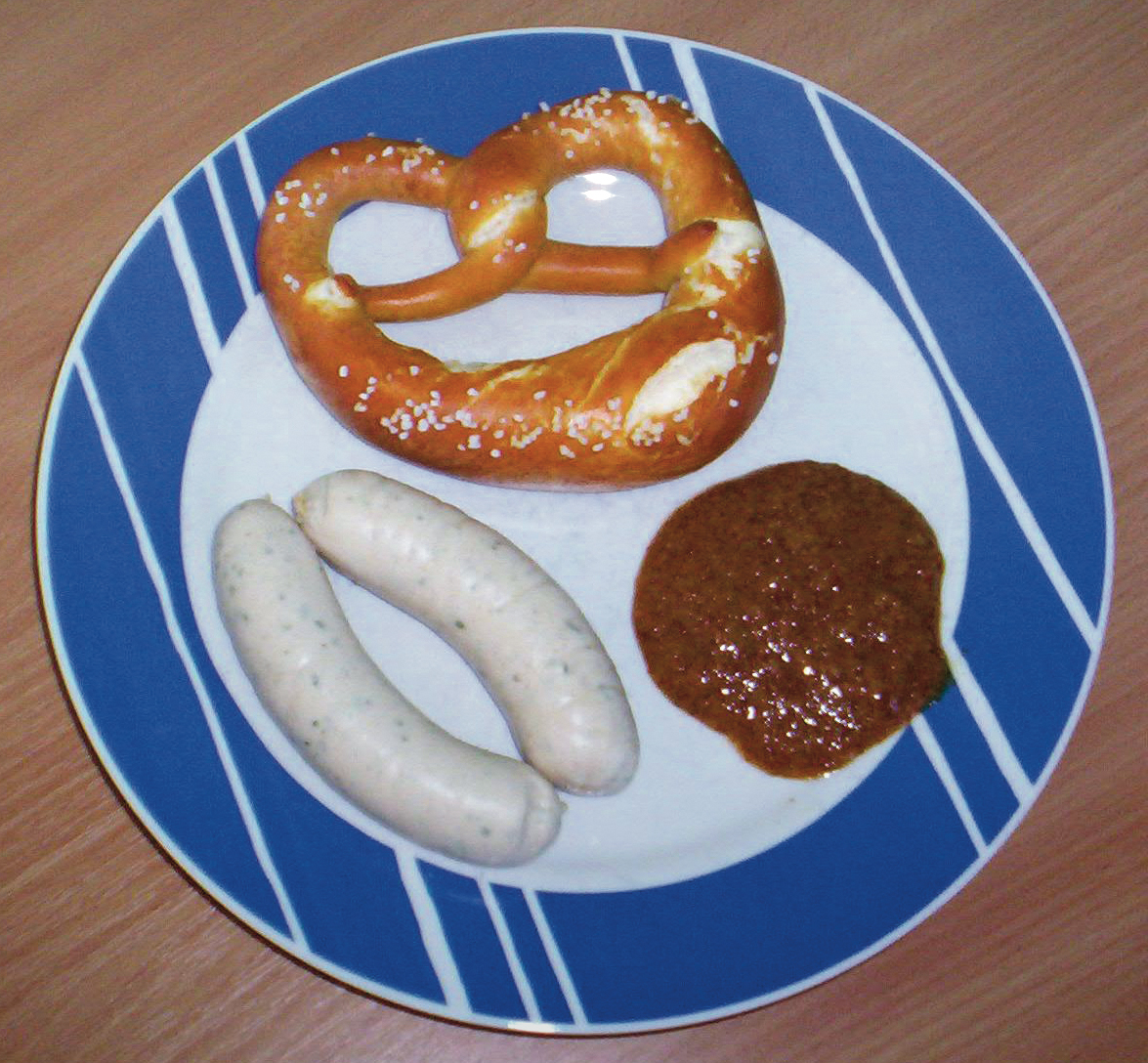
Weißwurst amb Brezn i mostassa dolça

En són típiques les salsitxes blanques (Weißwurst) que van ser creades a Múnic el 1857. El Leberkäs, una espècie d'embotit calent, és una altra de les seves especialitats, acompanyat normalment amb un panet (Leberkäs mit dem Semmel). No poden faltar els Brezn, una especialitat de la fleca, on també destaquen els "Ausgezogene", unes pastes de mantega.
El que sí que no pot faltar en cap cas és la cervesa muniquesa. La més beguda és la Helles, una cervesa de baixa fermentació, però també hi és molt comuna la Weißbier, una d'alta fermentació en la qual un 50% del cereal maltejat ha de ser blat (Weizen en alemany, d'aquí el nom). El duc Wilhelm IV de Baviera va promoure la primera llei que fixava la composició de la cervesa. Segons aquesta "llei de puresa" (Reinheitsgebot), es continua produint encara avui dia la cervesa en les múltiples fàbriques de Múnic. Les marques tradicionals en són Löwenbräu, Paulaner, Spatenbräu, Agustiner, Hofbräu i Hacker-Pschorr.

## Indrets d'interès

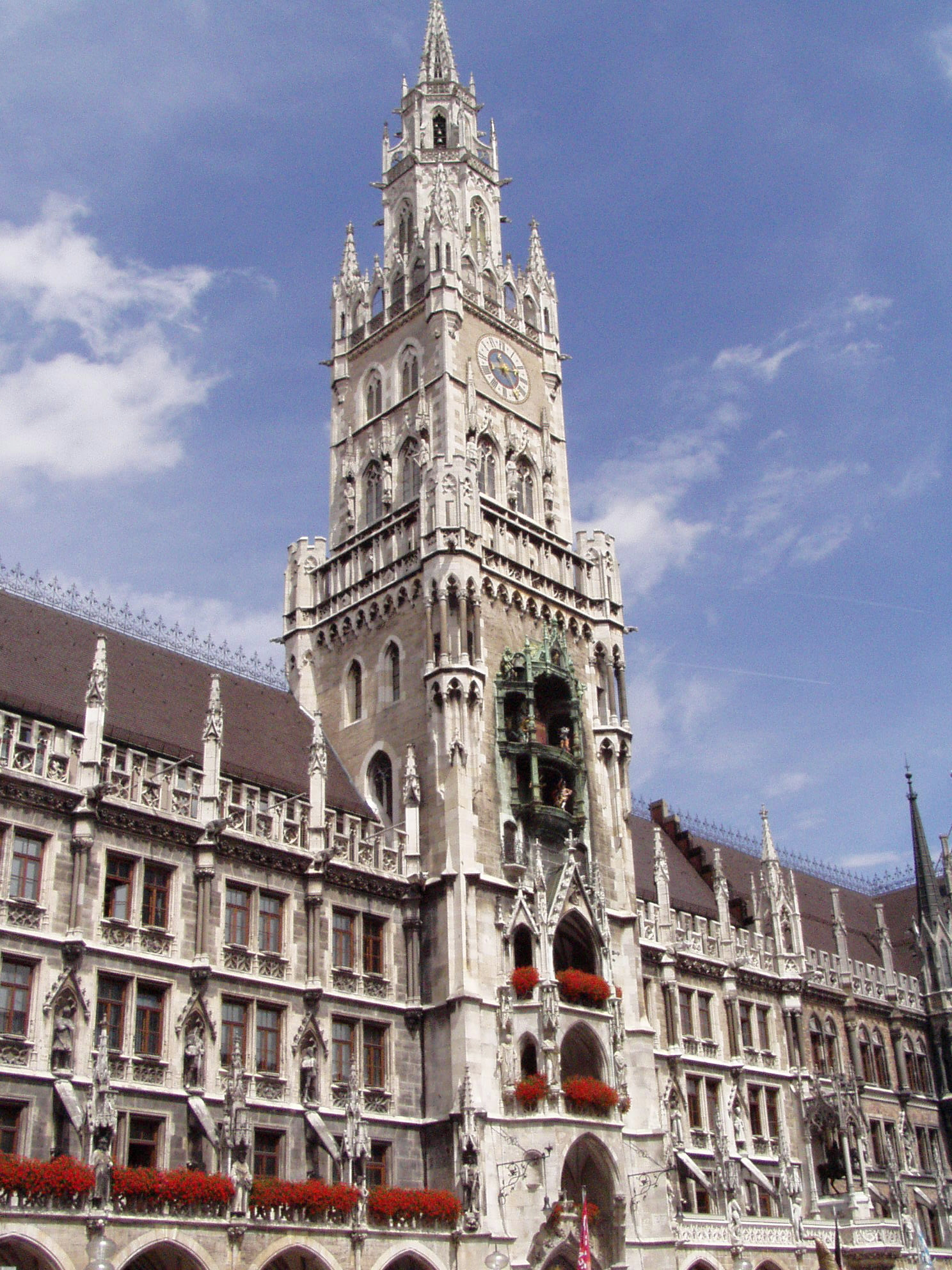
Ajuntament nou

### Construccions

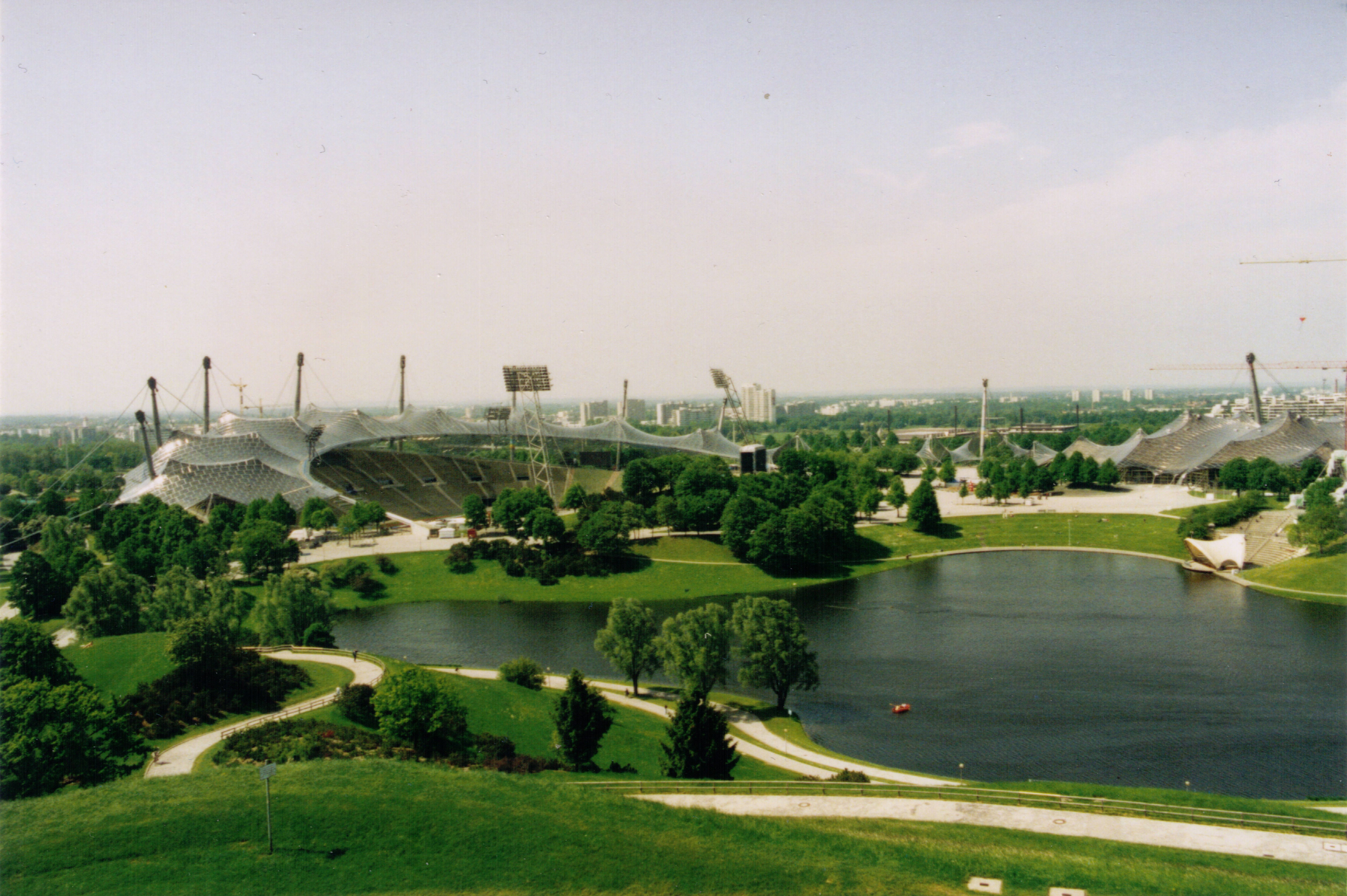
Parc Olímpic

La Marienplatz (Plaça de Maria) representa el centre de la ciutat. Envoltada per l'Ajuntament nou (Neues Rathaus) i l'Ajuntament vell (Altes Rathaus) es troba certament al centre del nucli antic.
- Romànic:

A poca distància d'ella s'hi troba l'església de Sant Pere (Peterskirche), la més antiga del centre, inicialment de caràcter romànic, avui en dia reformada amb un perfil Gòtic. Des de la destrucció de l'església de St. Jacob (St.-Jakobs-Kirche), l'any 1955, no queda cap representant de l'arquitectura romànica al centre de Múnic. No així, als afores s'hi poden trobar mostres molt ben conservades, com per exemple l'església de la Santa Creu (Heilig-Kreuz-Kirche) a Fröttmaning, on es pot visitar el seu fresc. Cal també destacar el crucifix a l'església de la Santa Creu del barri de Forstenried.

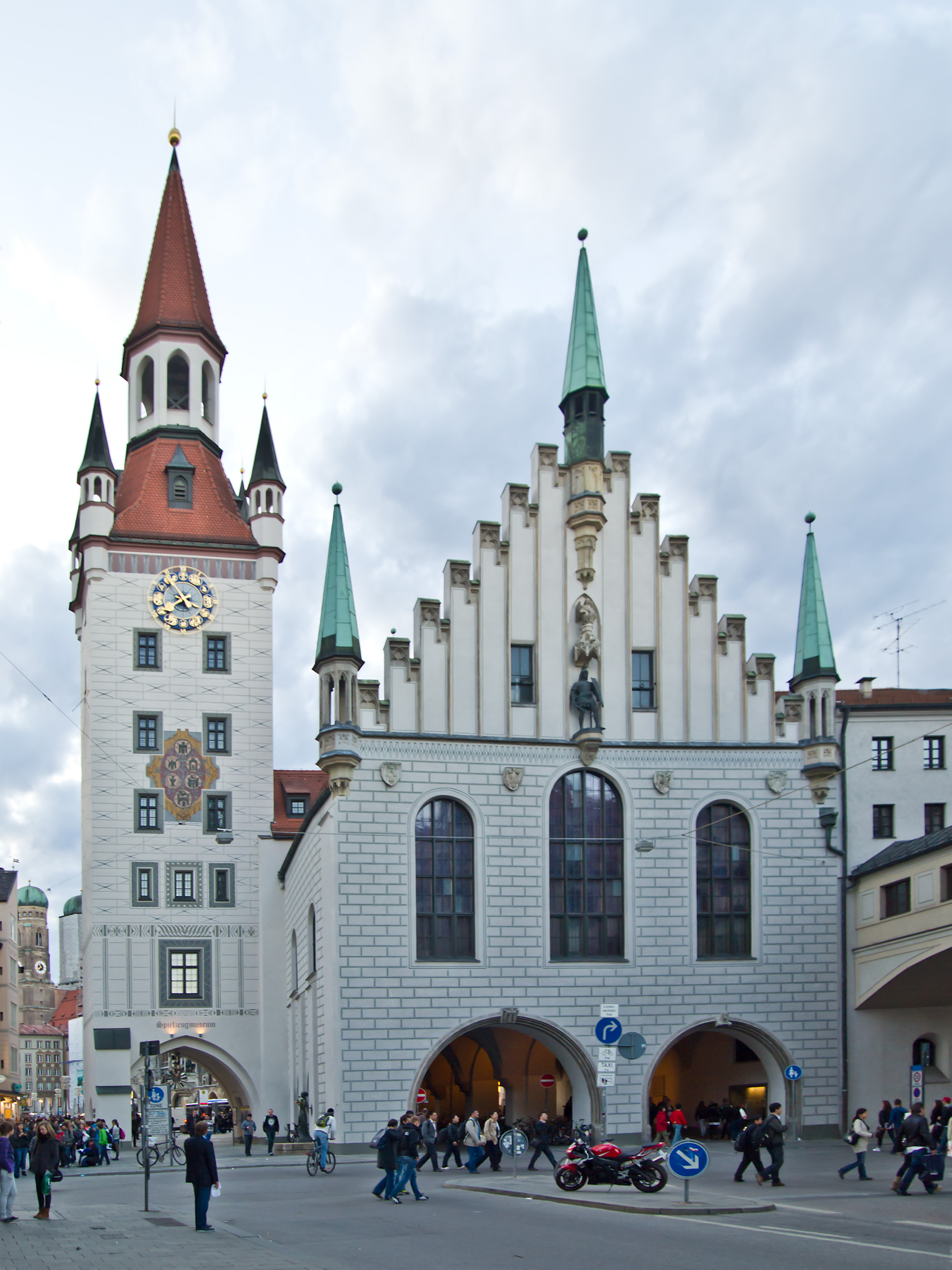
Ajuntament vell

- Gòtic:

Al voltant de la Peterskirche s'hi poden trobar, en canvi, moltíssimes mostres del Gòtic. Del temps de la primera fortificació en queden les portalades de l'Isartor, de Sendlinger Tor i de Karlstor, així com la Torre del Lleó (Löwenturm) al Rindermarkt. Pel que fa a les construccions profanes se'n pot destacar l'Alter Hof (antiga residència dels ducs de Wittelsbach) i l'Ajuntament vell amb la seva sala de ball, avui en dia ocupat pel museu municipal.
El símbol principal de la ciutat també és d'estil gòtic: la catedral de Nostra Senyora, l'anomenada Frauenkirche. D'ella en destaquen especialment les seves dues altes torres.
Una altra església d'origen gòtic, tot i que després durant el Barroc fou remodelada, és la de l'Esperit Sant (Heilig-Geist-Kirche) al Viktualienmarkt. D'aquesta època també se'n conserven les esglésies dels difunts (Friedhofskirche) de la Frauenkirche i de Sant Pere, l'església de Sant Salvador (Salvatorkirche) i la de Tots els Sants (Allerheiligenkirche), també anomenada Heiligkreuzkirche. En l'antiga església dels Agustins (Agustinerkirche), també gòtica, s'hi troba avui en dia el museu de la caça i de la pesca (Deutsches Jagd- und Fischereimuseum).
Fora del centre, en els diferents barris, també s'hi poden veure algunes mostres com, per exemple, la capella del palau Blutenburg i l'església de St. Wolfgang a Pipping. El castell de Grünwald és l'únic que queda de l'època medieval als voltants de Múnic.
- Renaixement:

Cal destacar de forma especial l'església de St. Miquel (Michaelskirche), la qual és la d'estil renaixentista més gran que es troba al nord dels Alps, i l'edifici de l'acadèmia antiga (Alte Akademie) que es troba al seu costat.
A més a més es pot mencionar el pati interior de l'Alte Münze, així com algunes ales de la Residenz. Del palau Maxburg, també pertanyent a aquesta tendència arquitectònica, només se'n conserva una torre. La fàbrica estatal de cervesa Hofbräuhaus, creada durant aquesta època, es troba actualment en una construcció del segle xix a la Pl. Platzl.

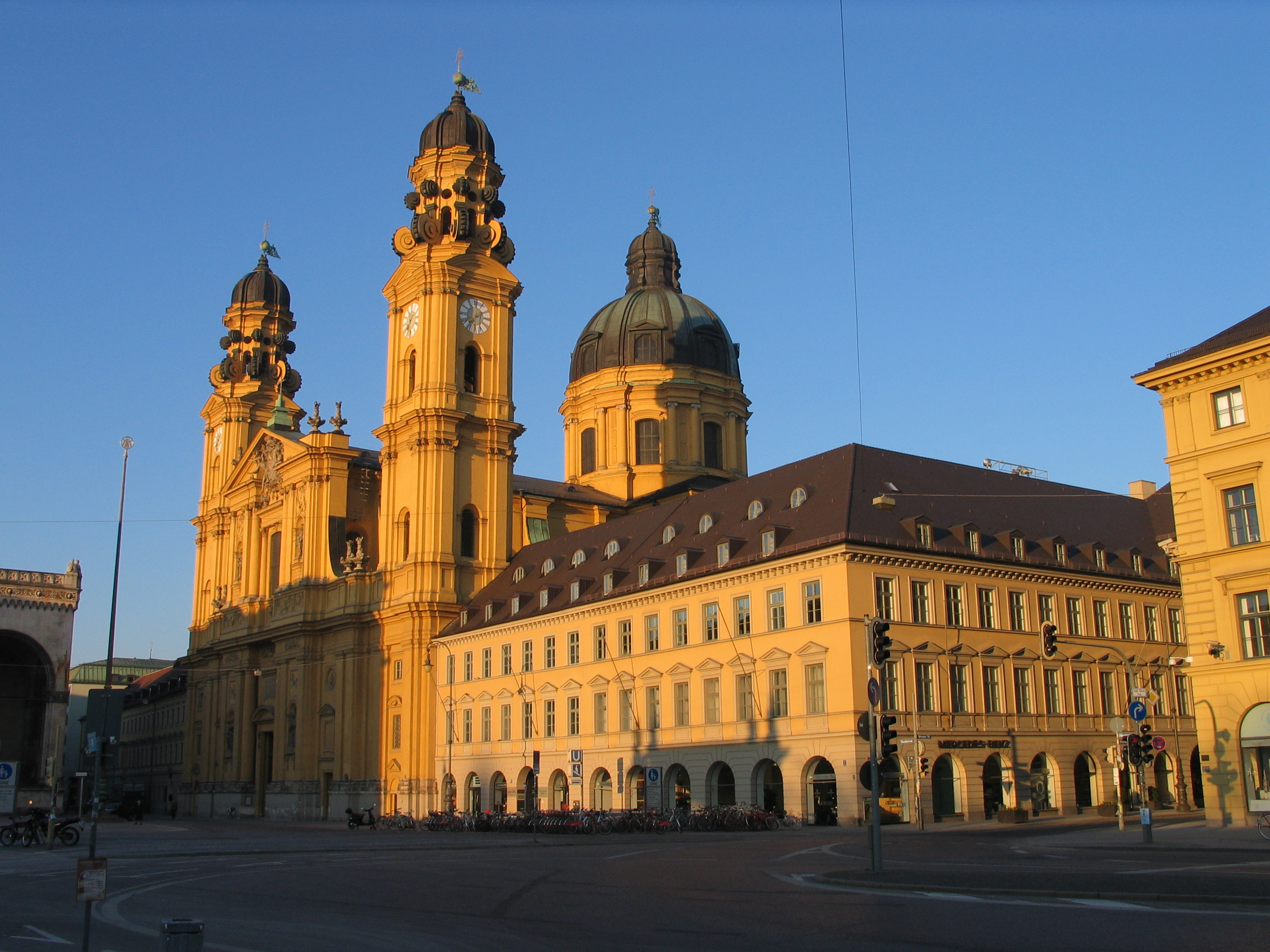
Theatinerkirche a la Odeonsplatz

- Barroc:

La primera església barroca de la ciutat és l'església de les Carmelites, avui en dia edifici secular. Amb la construcció de la Theatinerkirche es va instal·lar a Múnic el Barroc italià, estil decisiu fins que els arquitectes francesos Joseph Effner i François de Cuvilliés varen passar a dominar l'escena. Un gran nombre d'edificis religiosos corresponents a aquest estil poden ser observats, com per exemple les esglésies de la Bürgersaalkirche i la de la Trinitat (Dreifaltigkeitskirche). Entre els edificis profans hi destaquen el palau de la noblesa Pòrcia, els dos palaus Preysing i el palau Holnstein, actualment residència de l'Arquebisbe. Els palaus Nymphenburg i Schleißheim són dues mostres principals del Barroc del sud d'Alemanya.

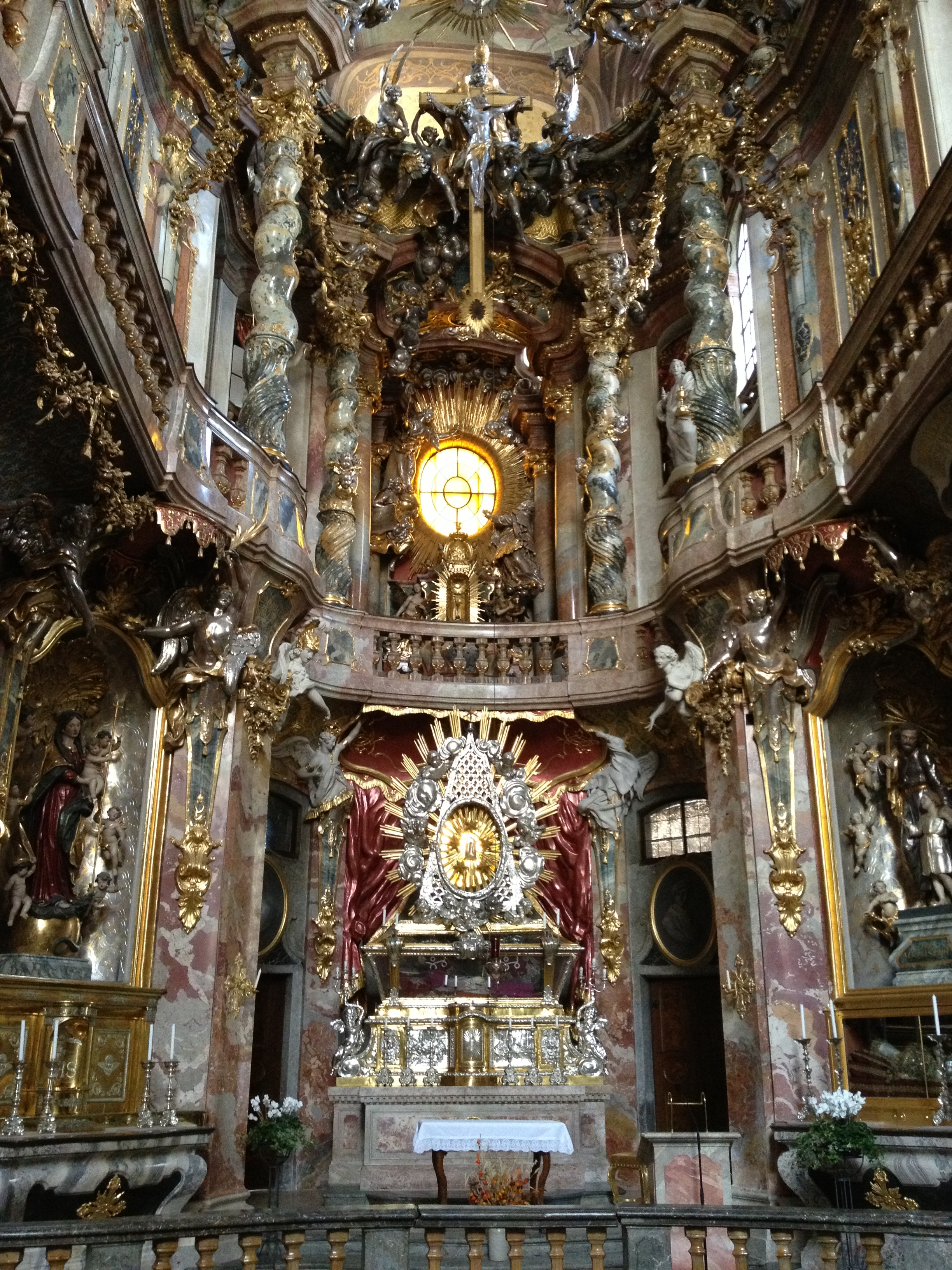
Interior de l'Asamkirche

- Rococó:

Prop de la Sendlinger Tor s'hi pot veure l'Asamkirche. L'interior d'aquesta església és decorat segons l'estil Rococó. Fora del centre de la ciutat, a Berg am Laim, cal esmentar l'església de St. Miquel. Altres mostres d'aquest corrent són l'Amalienburg, situat dins el complex del palau Nymphenburg, i el teatre Cuvilliés a la Residenz.

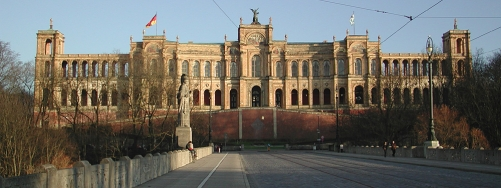
Edifici del Parlament Bavarès, el Maximilianeum

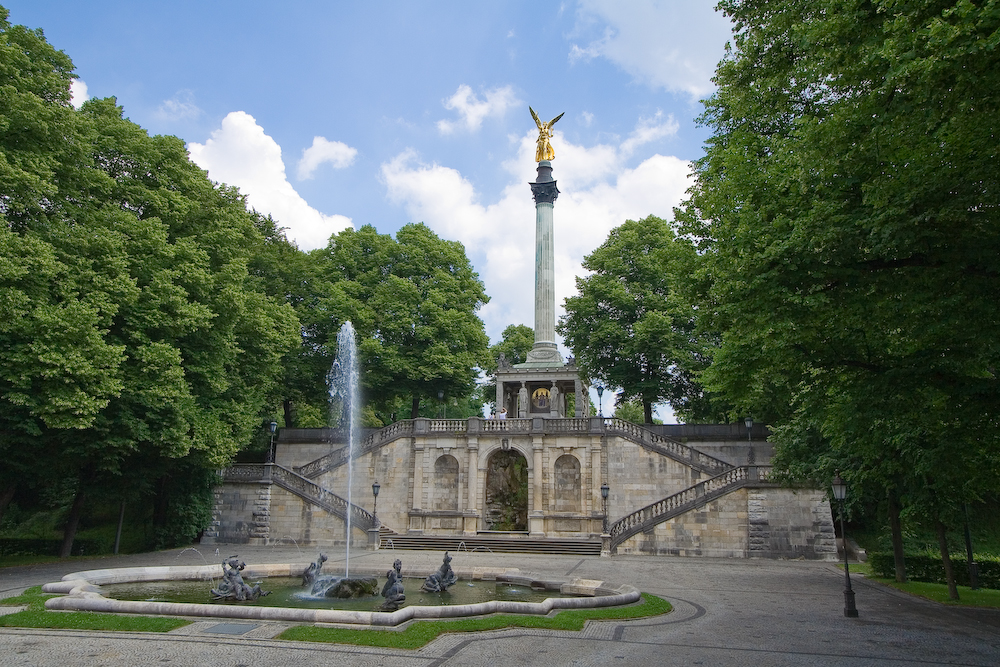
L'àngel de la pau que commemora la pau entre França i Alemanya

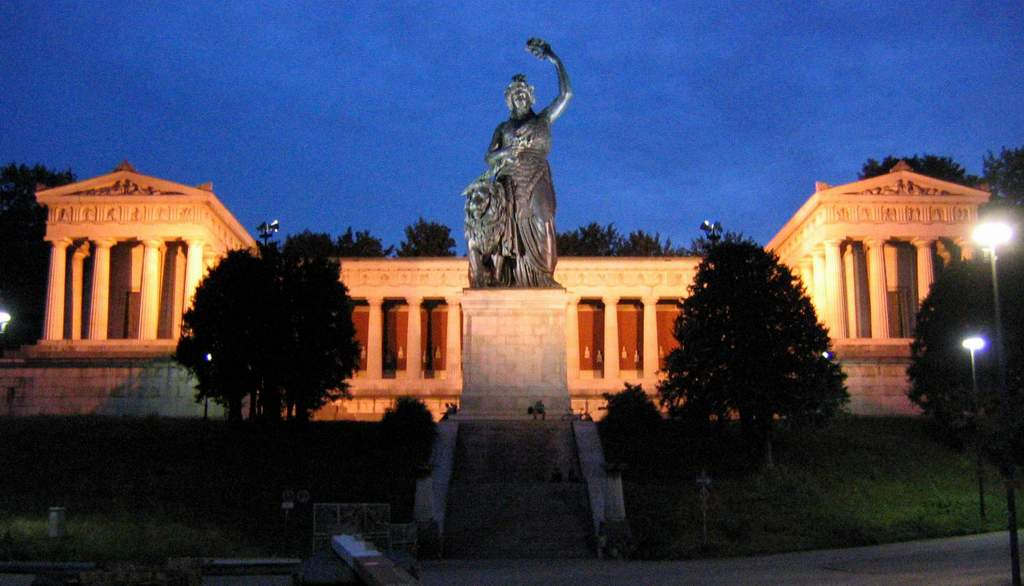
Estàtua de la Bavària davant la Sala de les Glòries Bavareses

- Neoclassicisme:

Amb la construcció del Teatre Nacional (Nationaltheater) s'alçà una de les obres cabals del Neoclassicisme a la ciutat.
Aquesta va ser l'època que va veure grans transformacions en l'organització del centre de la ciutat. Així, es van projectar quatre grans avingudes que enllacen la Residenz amb els barris. Especialment el rei Ludwig I de Baviera va contribuir a aquesta projecció per mitjà dels seus arquitectes Leo von Klenze i Friedrich von Gärtner, els quals van omplir les noves avingudes amb grans construccions d'aquest estil.
La Brienner Straße, que condueix cap a l'oest (Nymphenburg), es troba seccionada en dos punts per exemples del Neoclassicisme. Primerament per la Karolinenplatz, una plaça en forma d'estel amb un obelisc al centre. En segon lloc, per l'arc del triomf de les propilees. Just al seu costat s'hi pot veure la Gliptoteca, una altra mostra d'aquest estil.
En direcció cap al nord (Schwabing) s'hi estén la Ludwigstraße. En ella s'hi troben la Biblioteca Estatal de Baviera (Bayerische Staatsbibliothek), la Ludwigskirche i l'edifici de la LMU.
Al sud de la Residenz, davant l'Òpera, hi arrenca la que, durant el segle xix, va ser concebuda com a avinguda per a realitzar-hi les parades militars, la Maximilianstraße. Condueix des del nucli antic, en direcció cap a l'est, creuant l'Isar, fins a la seu del Parlament Bavarès (Bayrischer Landtag), edifici conegut amb el nom de Maximilianeum. Avui en dia s'hi poden trobar els establiments més selectes del continent. Els edificis del govern de la regió d'Oberbayern i el del Museu Etnològic també hi tenen lloc i són mostres de l'estil Neoclàssic.
Per acabar, es va gestar la Prinzregentenstraße, la qual comença en el Prinz-Karl-Palais i condueix també cap a l'est. En ella s'hi troben el Museu Nacional (Nationalmuseum), la Villa Stuck i el Teatre del Regent (Prinzregententheater). L'àngel de la pau (Friedensengel) està situat a la seva terrassa sobre l'Isar.
Aproximadament de forma paral·lela a aquestes transformacions va instal·lar-se a la Theresienwiese l'estatua de la Bavària, davant la Sala de les Glòries Bavareses.
- Construcció amb vidre i acer:

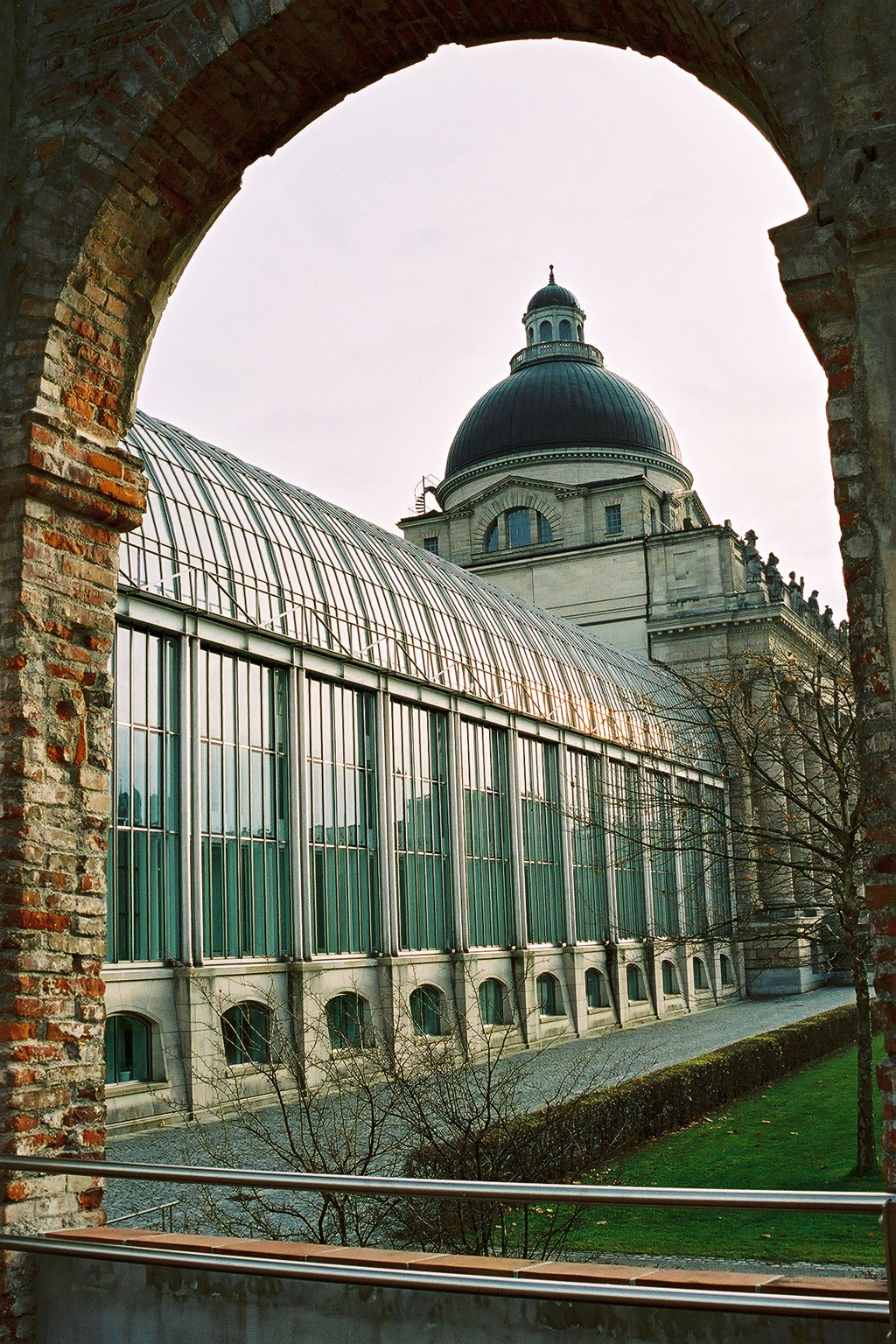
Staatskanzlei, seu del Govern de Baviera

A mitjans del segle xix eren observades com a simbol del desenvolupament tècnic. La Schannenhalle, al Viktualienmarkt, va poder ser conservada en part i actualment és un centre lúdic. En canvi el palau de vidre (Glaspalast), un altre dels exponents, fou cremat el 1931.
- Historicisme:

La inclinació cap a tornar als estils passats també es va deixar notar a Múnic. A la fi del segle xix varen ser construïdes moltes esglésies i edificis diversos seguint aquesta tendència, com ara l'Ajuntament nou o l'església de Sant Pau imitant l'estil gòtic (Neogòtic), el Palau de Justícia (Justizpalast) seguint les línies barroques, les mateixes que van concebre el Museu de l'Exèrcit al Hofgarten, on actualment s'hi troba la seu del govern de Baviera (Bayerische Staatskanzlei), o, ja per acabar la sèrie d'exemples, l'Acadèmia de les Belles Arts, situada a Schwabing, segons un patró renaixentista.
- Modernisme:

A Schwabing hi ha diversos edificis de pisos en estil Art Nouveau. Prop del Deutsches Museum i del centre de cultura Gasteig, a Au, s'hi van obrir els banys públics Müller (Müllerschen Volksbad), que resulten ser els més antics de Múnic i foren construïts també d'acord amb aquest estil.
- Arquitectura Nazi:

Dels edificis de l'època del Nacionalsocialisme se n'ha conservat la Casa de l'Art (Haus der Kunst) i la seu central del partit, a la Königsplatz, entre d'altres.
- Època posterior a la II Guerra Mundial:

Després de la II Guerra Mundial es varen construir relativament pocs edificis que mereixin l'atenció.
Alguns dels exemples més importants de l'arquitectura moderna muniquesa prenen forma en instal·lacions esportives. Entre elles cal destacar-ne el Parc Olímpic, creat per allotjar els Jocs Olímpics de l'any 1972. El conjunt arquitectònic, format per l'estadi olímpic (Olympiastadion), la piscina olímpica (Olympia-Schwimmhalle) i el palau d'esports (Olympiahalle), és especialment conegut per la construcció plàstica ondulada que el cobreix. Aquest embolcall s'adiu extraordinàriament amb la resta de paisatge ondulat format per muntanyetes. La torre de telecomunicacions (Olympiaturm), de 291m d'alçada, també es troba en el parc. Ho complementa el palau d'esports d'hivern (Olympia-Eissportzentrum).
Fou a partir de la dècada dels 90 del segle xx que la ciutat va viure un ressorgiment arquitectònic que ha deixat a la ciutat edificis més refinats. N'és un exemple l'església catòlica del Sagrat Cor (Herz-Jesu-Kirche).

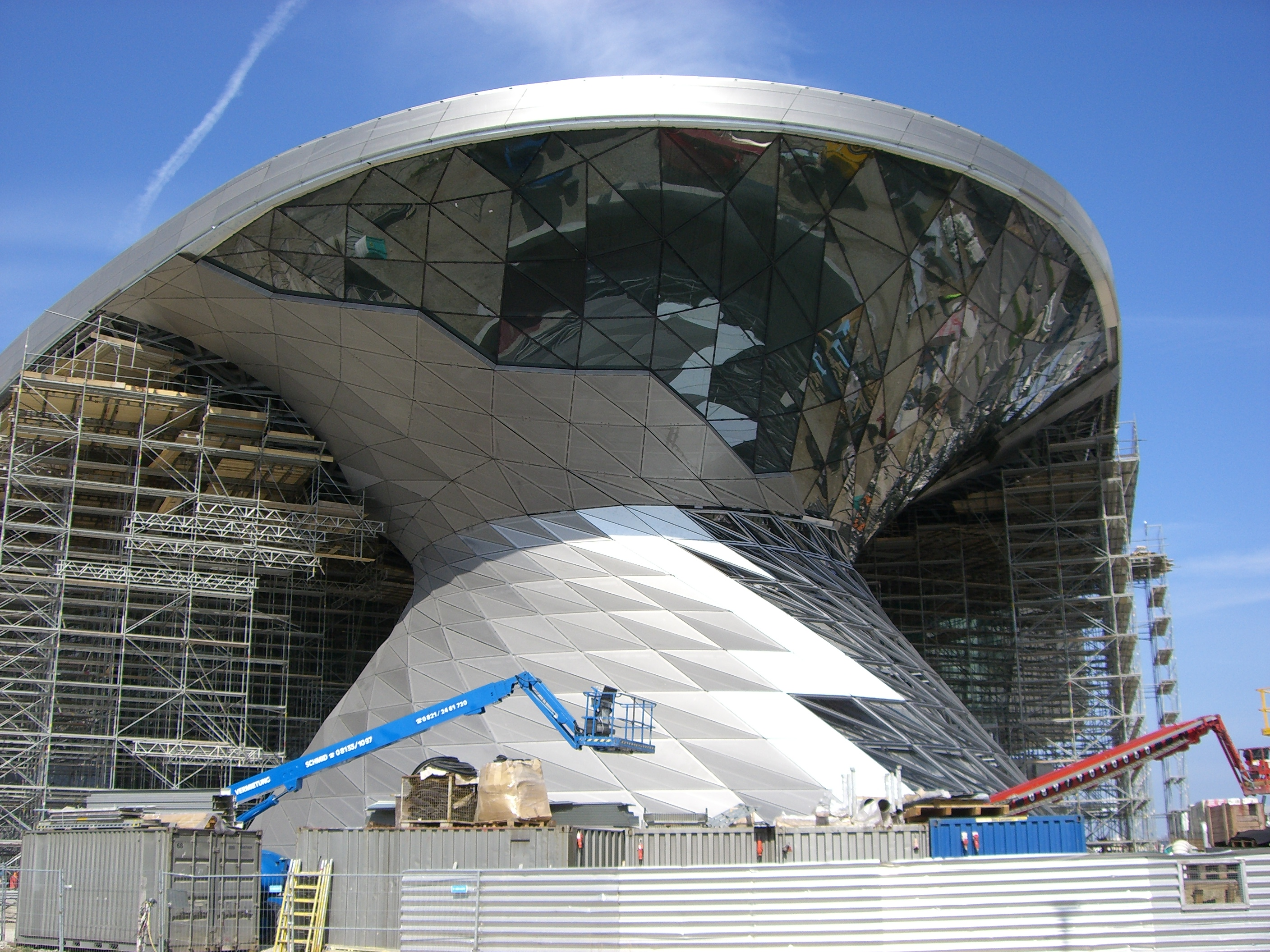
Construcció del BMW-Welt prop del Parc Olímpic

La ciutat ha permès la construcció de pocs gratacels i en gairebé tots els casos exclusivament lluny del centre. Les mostres més interessants són l'edifici central de BMW prop del Parc Olímpic (Olympiapark), amb una arquitectura que representa el seu famós motor de quatre cilindres en línia, la seu central del banc Hypovereinsbank a l'Arabellapark, edifici que es coneix amb el nom de Hypo-Haus, i les torres Highlight al nord de Schwabing. El gratacel més alt és actualment, amb 146m d'alçada, el Uptown München.
L'any 2005 es va inaugurar el nou estadi de futbol de cara a la Copa del Món de Futbol 2006 que es disputà a Alemanya. Aquesta nova infraestructura, anomenada Allianz-Arena, es troba al nord de la ciutat i allotja partits del FC Bayern de Múnic i el TSV 1860. La seva capacitat és de 69.000 espectadors (reduïda a 66.000 en partits de caràcter internacional).
L'arquitecte Wandel Hoefer Lorch ha projectat el Centre Jueu (Jüdisches Zentrum), inaugurat l'any 2006 a la cèntrica St.-Jakobs-Platz.
El més nou dels edificis, actualment en construcció, és el BMW-Welt que acollirà properament el museu d'aquesta marca.

### Parcs

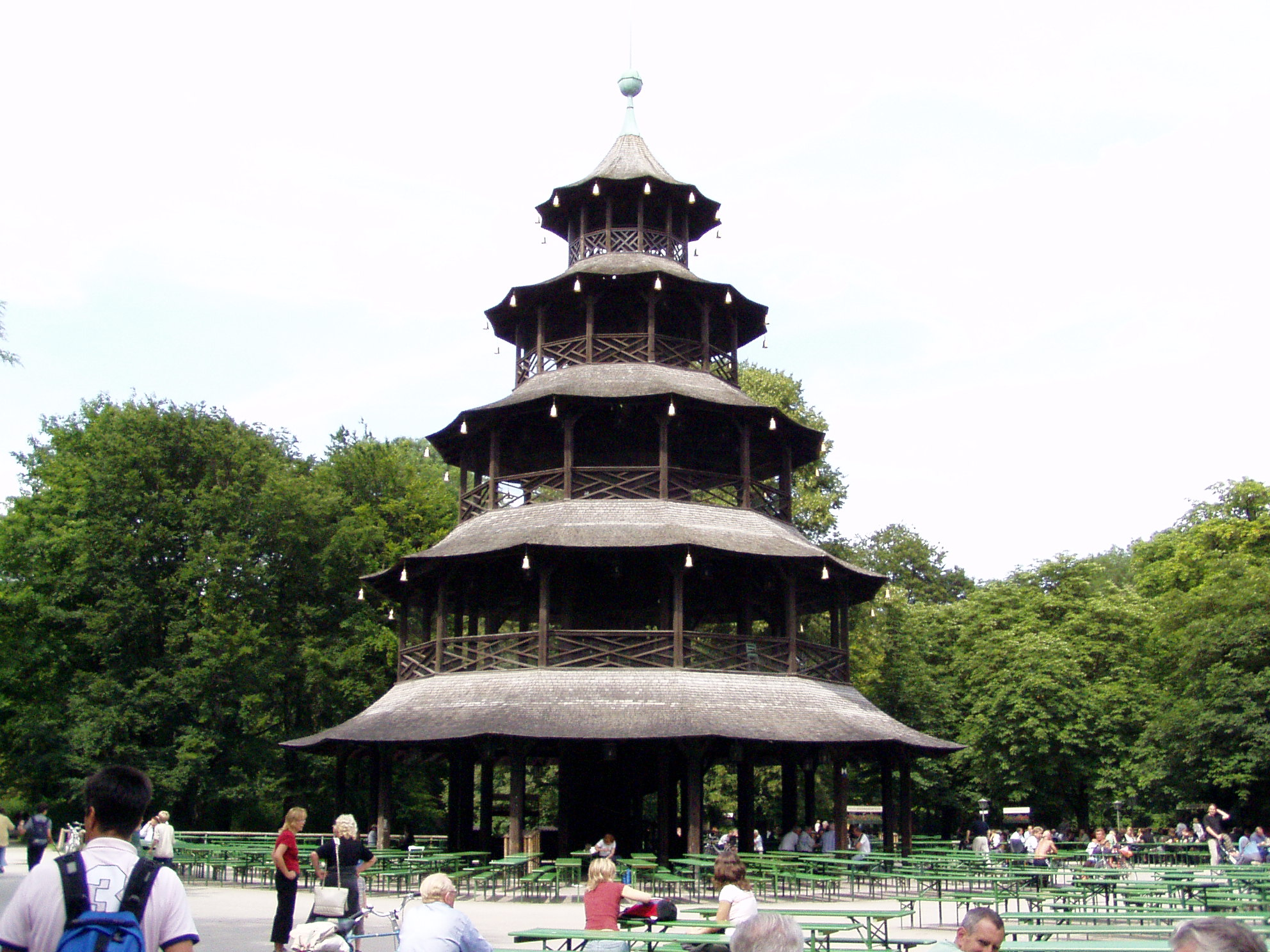
La torre xinesa del Jardí Anglès

### Instal·lacions esportives

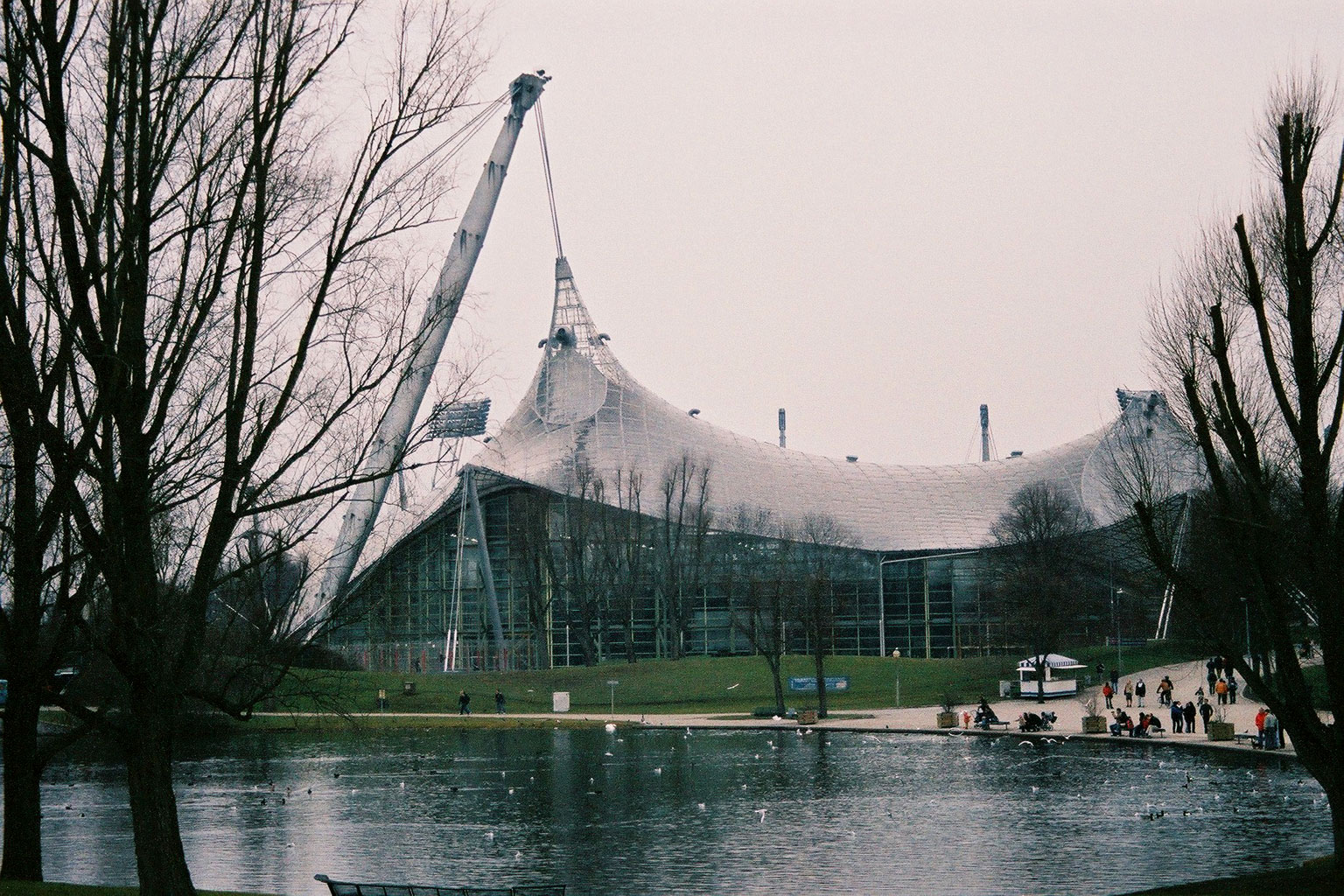
Olympiasee amb la instal·lació de la piscina olímpica de fons

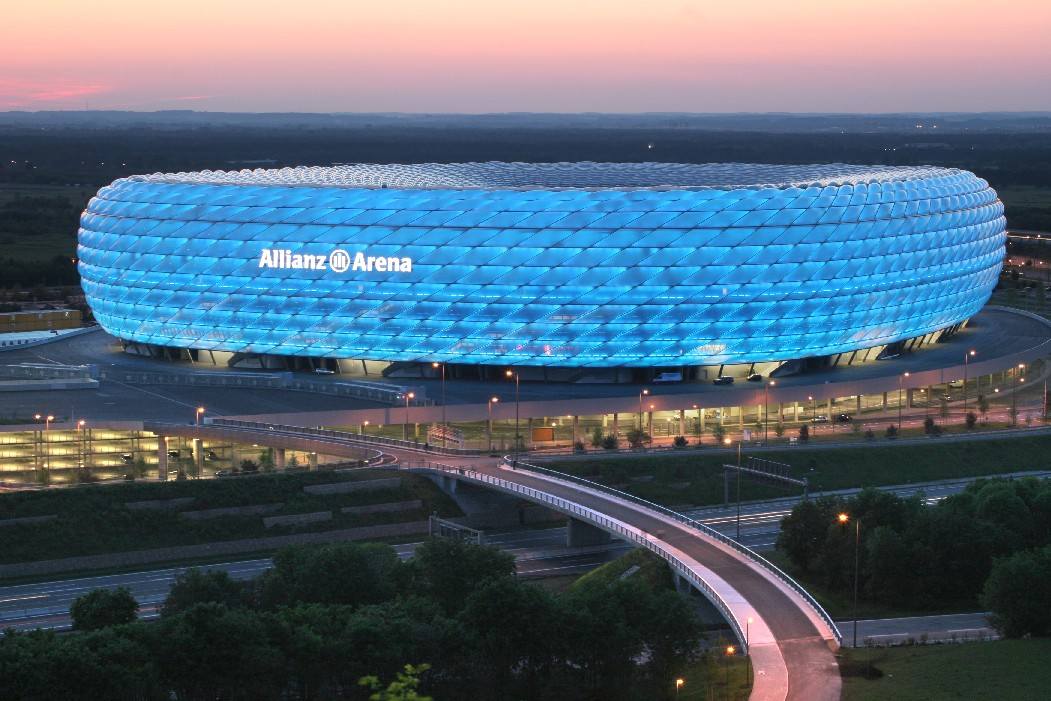
Allianz-Arena

## Economia

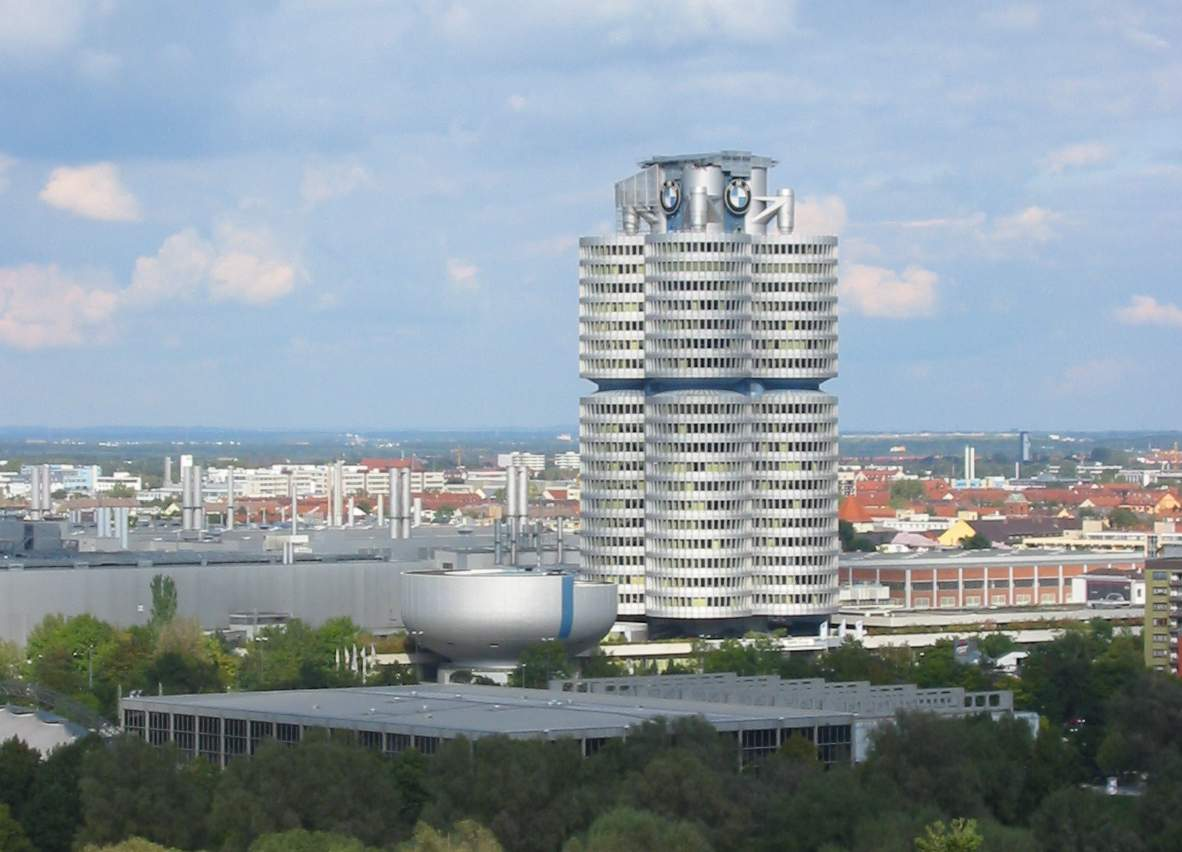
Seu central de la marca automobilística BMW

### Empreses amb seu a Múnic

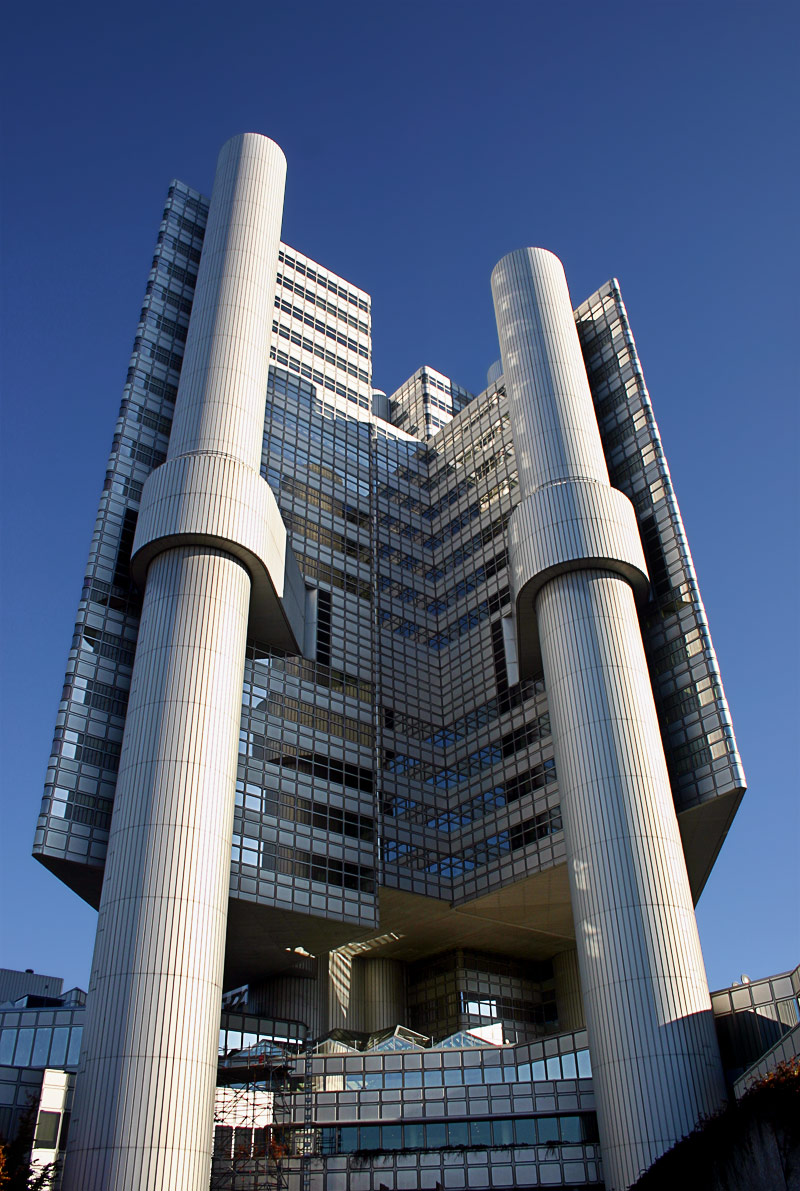
Hypo-Haus, seu del Hypovereinsbank

## Transports

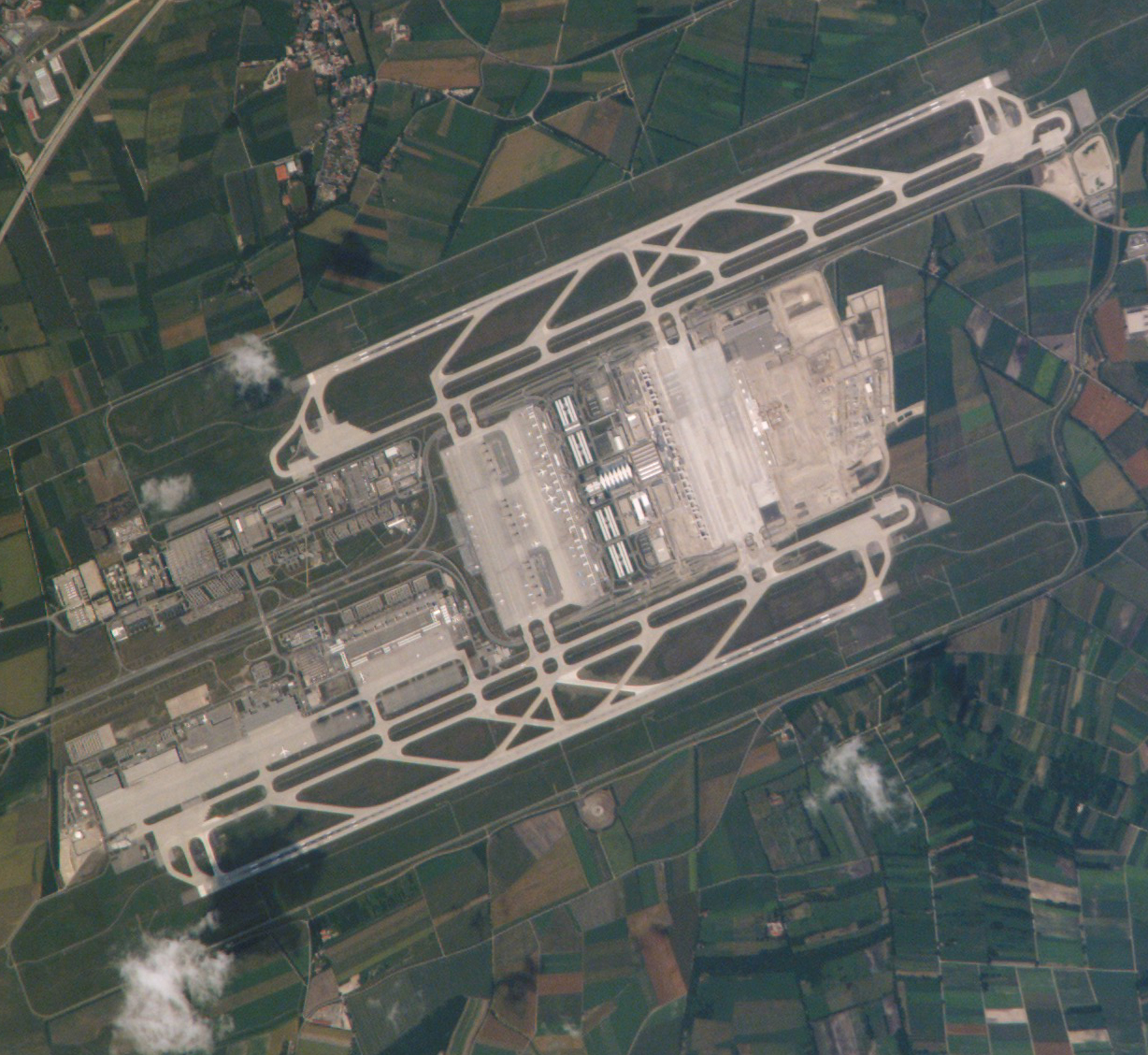
Vista de satèl·lit de l'aeroport Franz Joseph Strauß

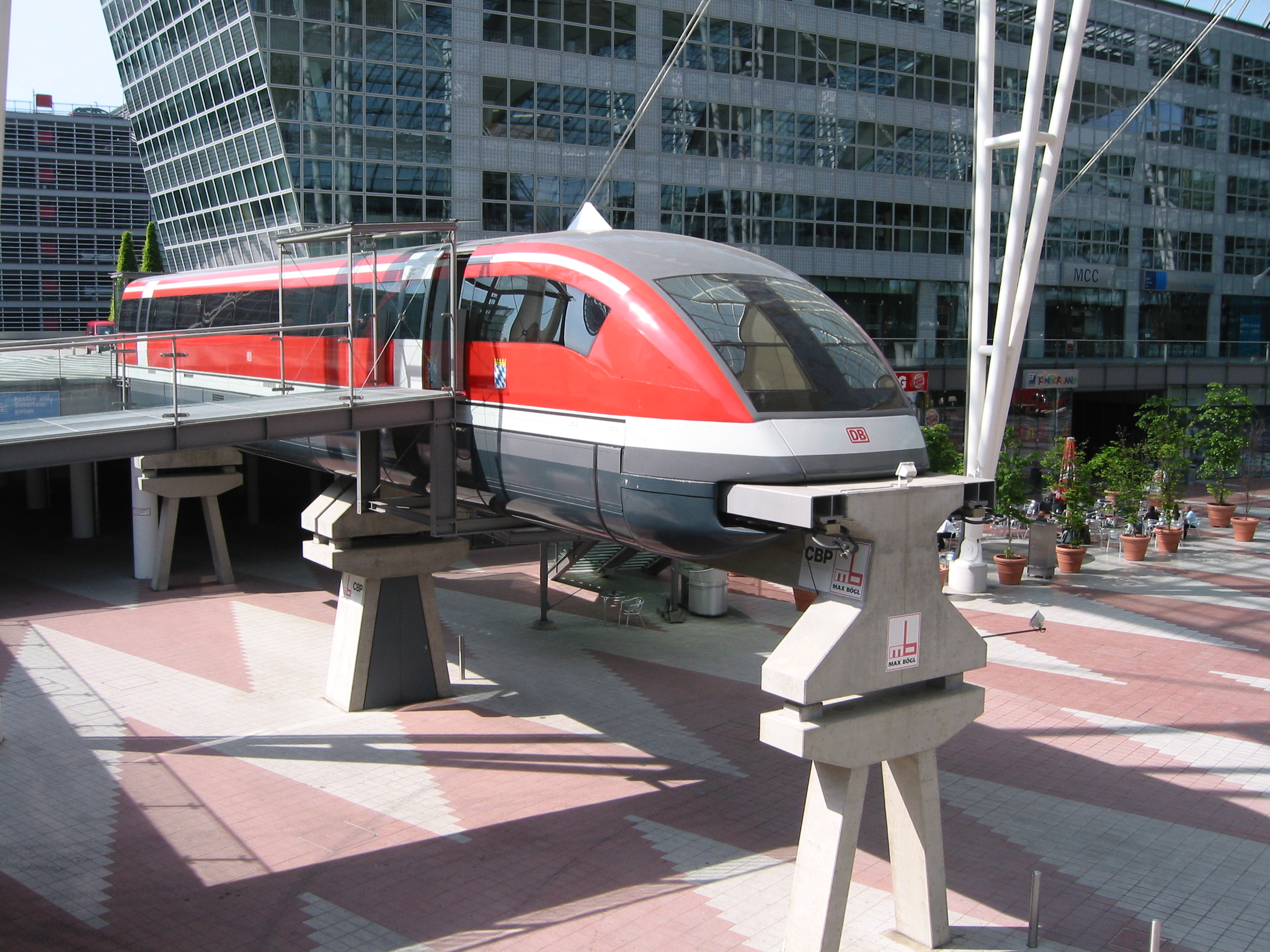
Prototip del Transrapid exposat a l'aeroport muniquès

### Infraestructura ferroviària

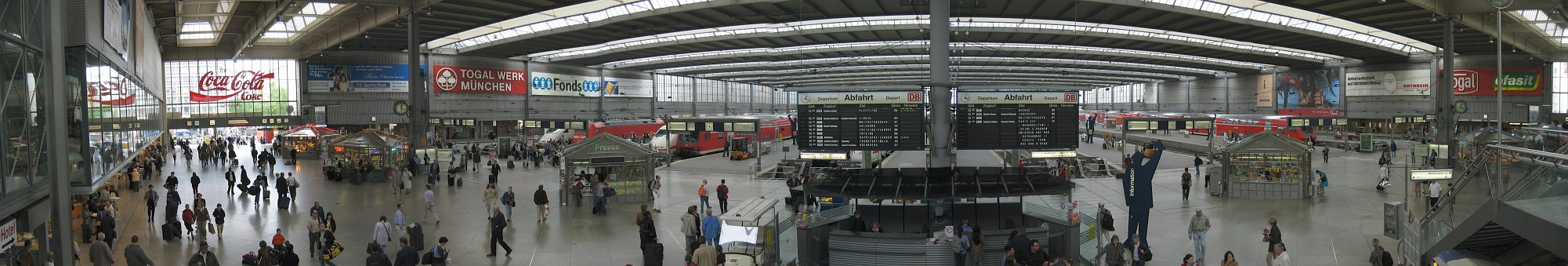
Panoràmica de l'estació central

### Carreteres

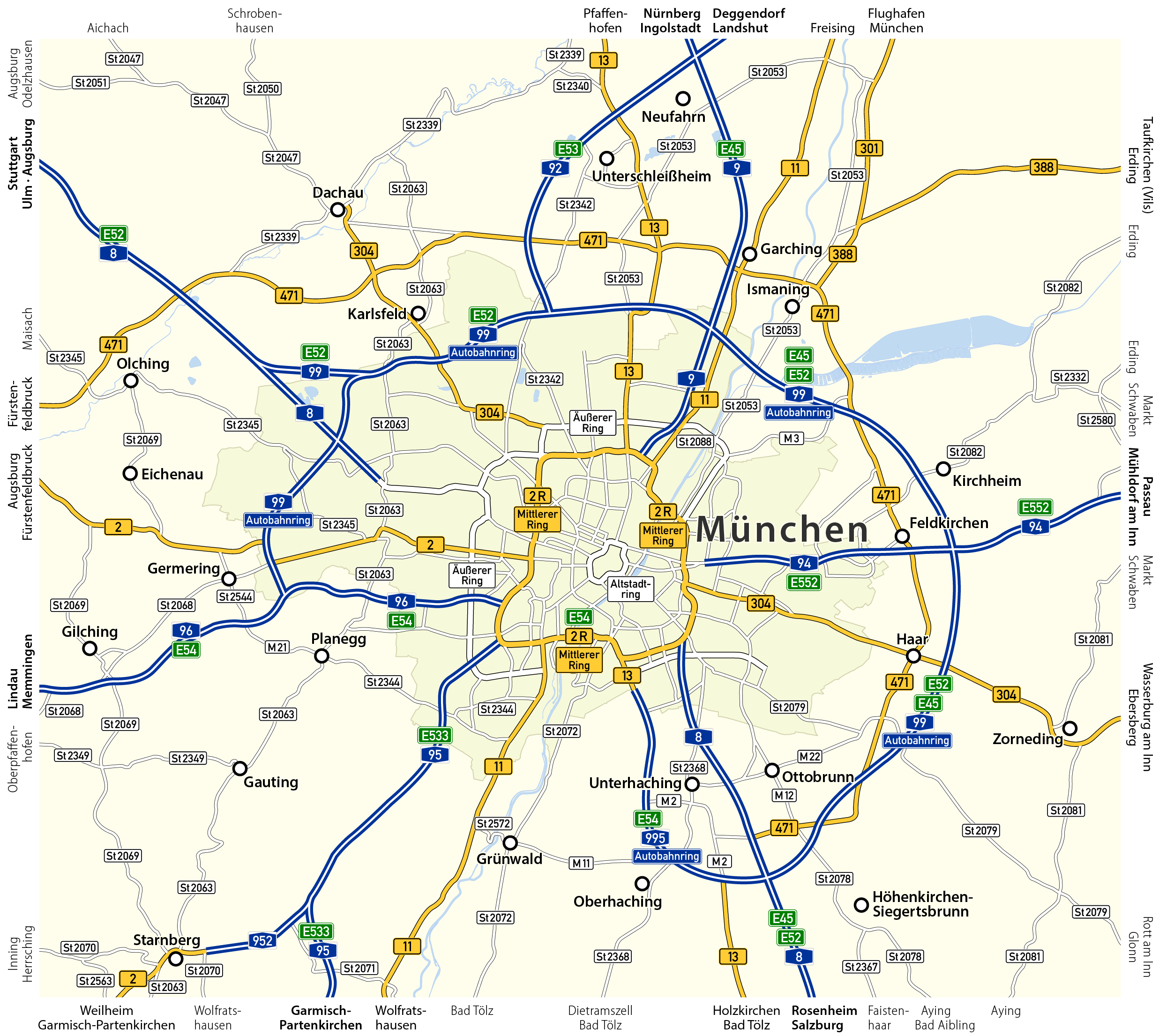
Mittlerer Ring i xarxa d'autopistes

### Transports públics

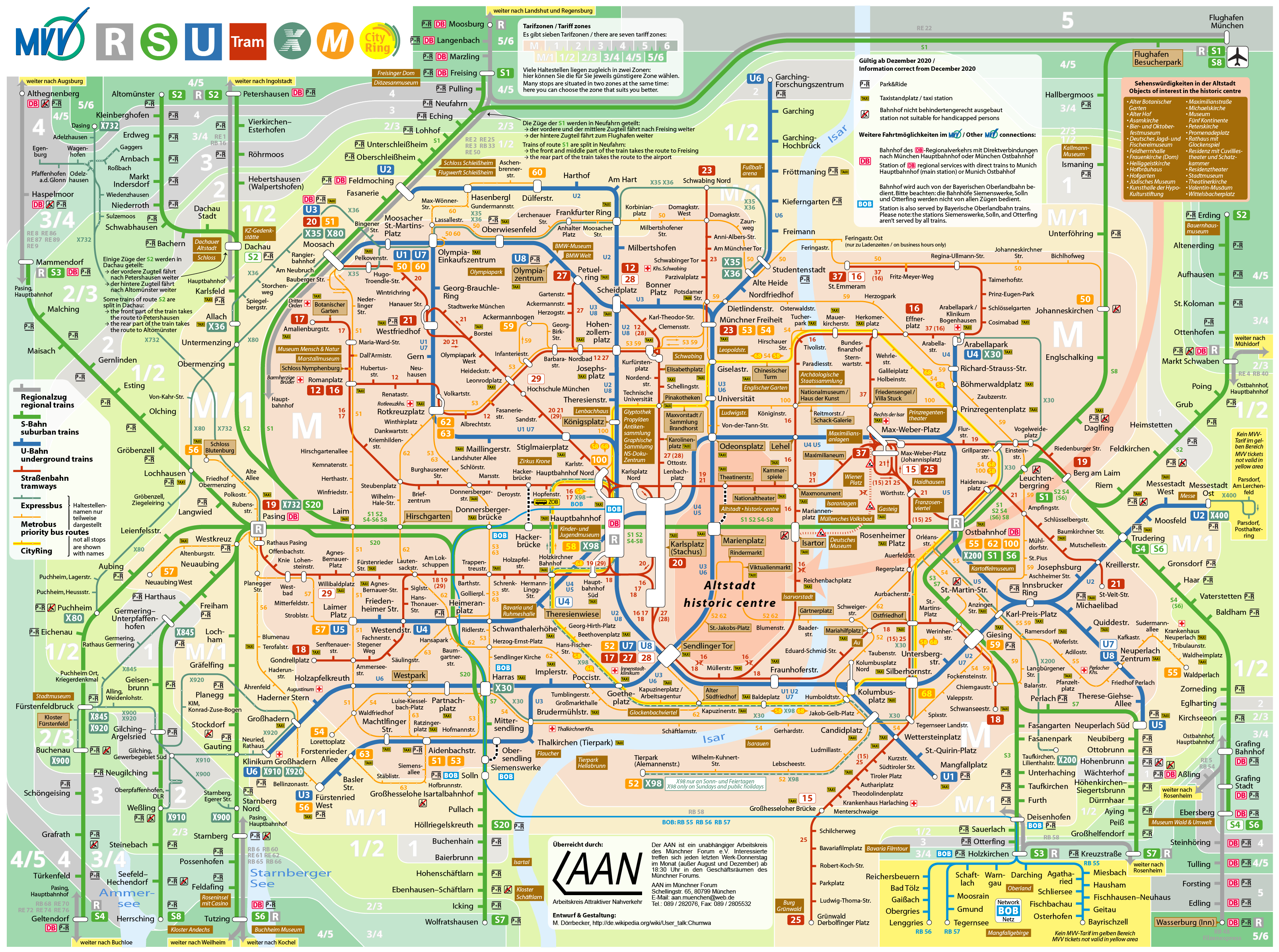
Xarxa de transports públics de la MVV

### Universitats i Escoles Universitàries

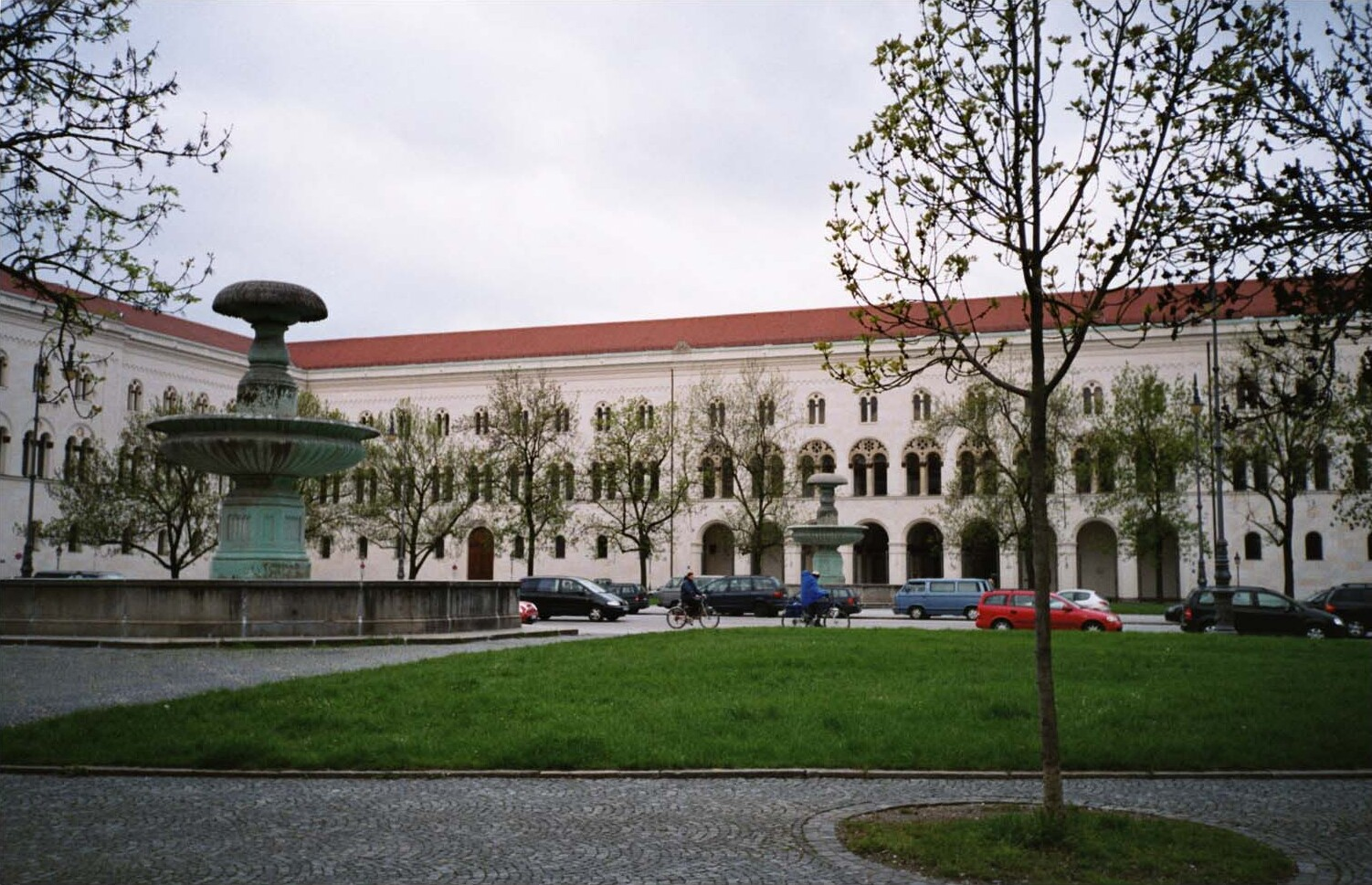
Edifici de la LMU a la Ludwigstraße

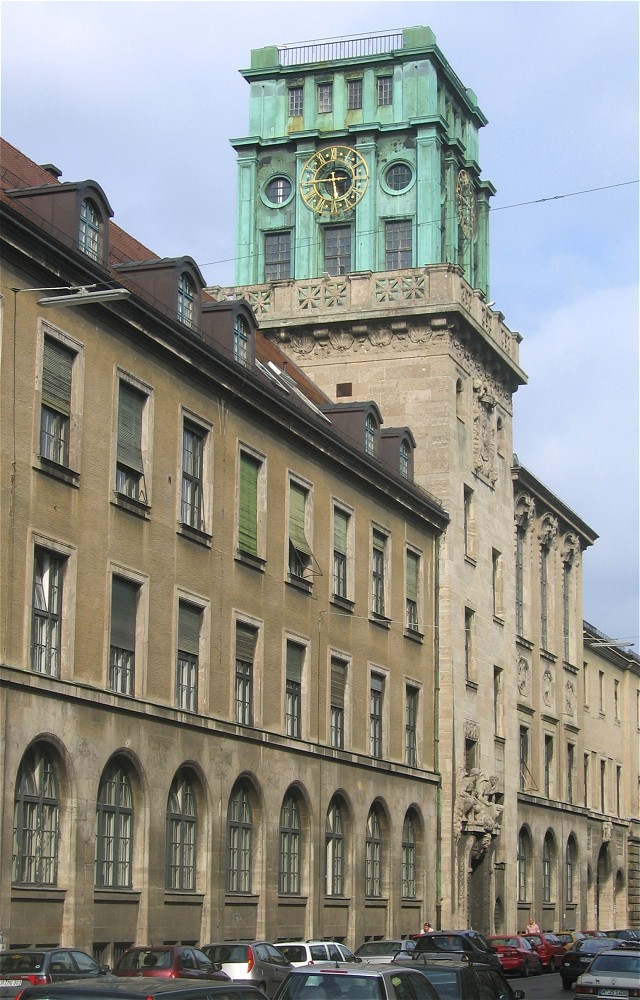
Entrada al campus central de la TUM

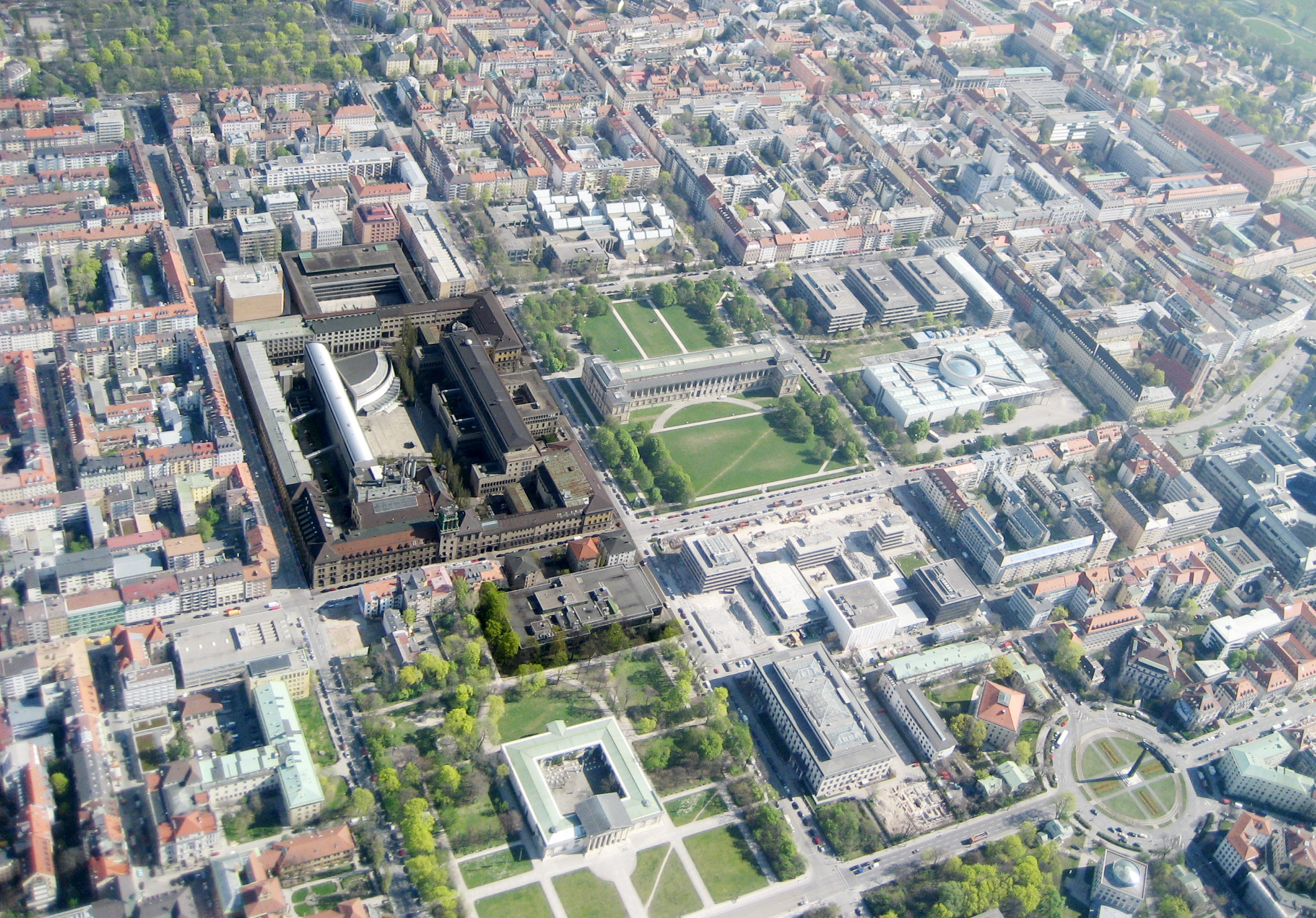
Campus central de la TUM vist des de l'aire

### Recerca i Investigació

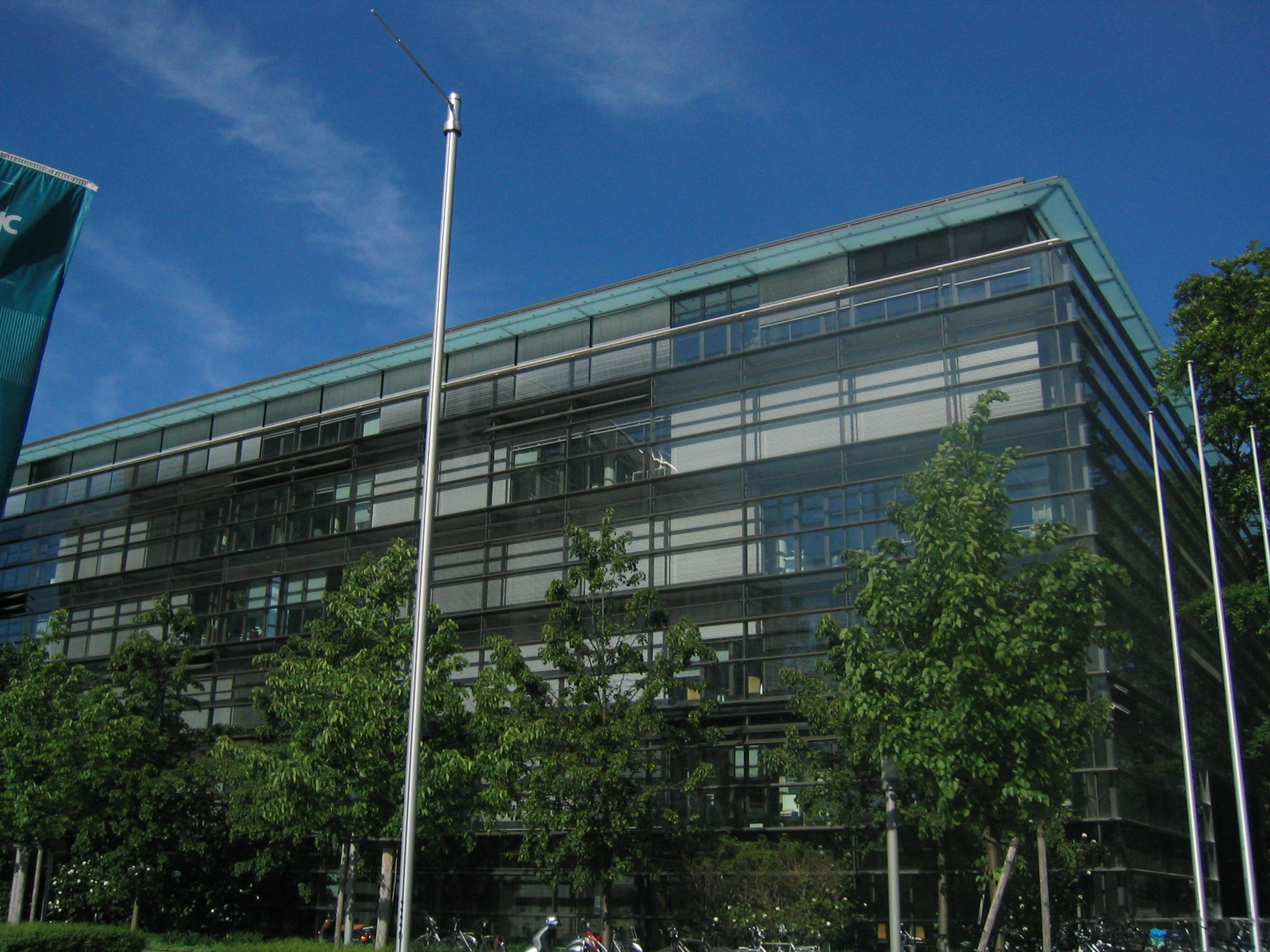
Administració central de la Societat Max-Planck

## Fills il·lustres

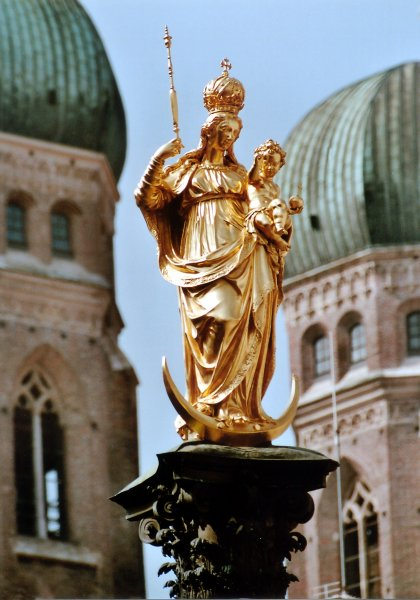
La Mare de Déu davant la Frauenkirche.